# Samuel Ryan Curtis

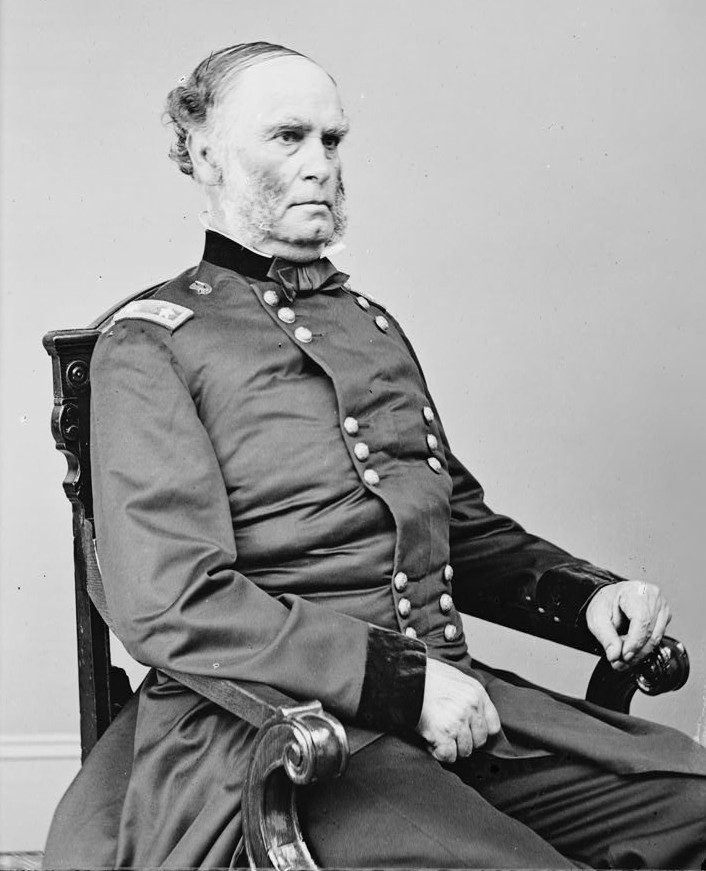
Samuel Ryan Curtis als Generalmajor, 1864

Samuel Ryan Curtis (* 3. Februar 1805 bei Champlain, New York; † 26. Dezember 1866 in Council Bluffs, Iowa) war ein amerikanischer Ingenieur, Politiker und Offizier.
Curtis wurde als Sohn einer Farmerfamilie geboren, die während seiner Kindheit von New York an die Frontier in Ohio auswanderte. Nach seinem Studium an der United States Military Academy arbeitete er in Ohio als Ingenieur und Anwalt, wobei er sich insbesondere bei der Kanalisierung des Muskingum River hervortat. Bei Ausbruch des Mexikanisch-Amerikanischen Krieges meldete er sich freiwillig und diente ein Jahr lang als Oberst eines Infanterieregiments, kam dabei allerdings nur im rückwärtigen Gebiet zum Einsatz. Nach dem Krieg siedelte er nach Iowa über und arbeitete weiter als Anwalt, an mehreren Bauprojekten und als Investor und Geschäftsmann.
Für die Republikaner wurde er 1856 zum Bürgermeister von Keokuk, Iowa, gewählt, und im gleichen Jahr ins Repräsentantenhaus. Als Abgeordneter setzte er sich insbesondere für den Bau einer transkontinentalen Eisenbahnverbindung ein. Nach zwei erfolgreichen Wiederwahlen gab er seinen Sitz bei Ausbruch des Sezessionskrieges ab und wurde Brigadegeneral des Unionsheeres. Curtis erhielt den Befehl über die „Südwestarmee“ in Missouri und drängte die Konföderierten aus dem Staat. Einen Gegenangriff konnte er in der Schlacht am Pea Ridge erfolgreich abwehren, wofür er zum Generalmajor befördert wurde. Im Juli 1862 eroberte er Helena am Mississippi. Noch vor Inkrafttreten der Emanzipationsproklamation verhalf er dort Tausenden von Sklaven zur Freiheit.
Im September 1862 erhielt er den Oberbefehl über den Großteil der Unionstruppen auf dem Kriegsschauplatz westlich des Mississippi. In dieser Funktion koordinierte er unter anderem die Truppenbewegungen, die schließlich zur Schlacht bei Prairie Grove führten. Diese endete mit einem Sieg seiner untergebenen Generale Herron und Blunt und sicherte Nordwestarkansas für die Union. Als Anhänger der radikalen Fraktion der Republikaner überwarf sich Curtis jedoch zunehmend mit Missouris konservativem Gouverneur Gamble, was schließlich zu seiner Ablösung im Mai 1863 führte. Anfang 1864 erhielt er mit dem Befehl über die Unionstruppen in Kansas, Colorado und Nebraska ein neues Kommando. Schwerpunkte waren hier zunächst der Kampf gegen konföderierte Guerillas und gegen Kriegszüge der Plains-Indianer. Im Herbst 1864 nahm Curtis mit einer eilig ausgehobenen Feldarmee an der Abwehr von Sterling Price’ Raid durch Missouri teil. Er besiegte Price in der entscheidenden Schlacht bei Westport und verfolgte ihn danach bis an den Arkansas River.
Anfang 1865 wurde Curtis zum Kommandeur über die Truppen in den Bundesstaaten Iowa, Wisconsin und Minnesota ernannt und nahm später als militärischer Vertreter an Friedensverhandlungen mit den Plains-Indianern teil. Nach seinem Ausscheiden aus dem Heer 1866 arbeitete er als Inspekteur für die sich im Bau befindliche transkontinentale Eisenbahnlinie und starb auf einer Dienstreise.

## Leben

### Kindheit und Ausbildung
Samuel Ryan Curtis wurde am 3. Februar 1805 in der Nähe von Champlain, New York, geboren – unweit der kanadischen Grenze. Seine Eltern Zarah und Phally Curtis besaßen und bewirtschafteten dort eine Farm. Er war das jüngste von neun Geschwistern, von denen zwei bereits im Kindesalter verstarben. 1809 zog die Familie nach Ohio und erwarb eine Farm am Licking River. Hier, im Licking County, wuchs Curtis mit seinen Geschwistern auf. Wie seine beiden älteren Brüder Hosmer und Henry besuchte Curtis die schlichten örtlichen Schulen und erhielt darüber hinaus Privatunterricht von Geistlichen und Privatlehrern. Während Hosmer und Henry erfolgreiche Anwälte und Geschäftsleute wurden, half Curtis zunächst auf der elterlichen Farm aus. Auf Fürsprache seiner Brüder erhielt er 1823 eine Stelle als Schreibkraft in der Verwaltung von Licking County. Zwei Jahre später zog er nach Mansfield und arbeitete dort als kaufmännischer Angestellter für den Kurzwarenhändler McComb. Aus Briefen seiner Brüder und Eltern wird deutlich, dass der junge Curtis nicht immer den sparsamen und puritanischen Idealen seiner Familie entsprach und gerne feierte und sich vergnügte. Die beiden Brüder waren deswegen positiv überrascht, als Curtis ihnen 1826 eröffnete, gerne die US-Militärakademie West Point besuchen zu wollen. Hosmer und Henry blieben für Curtis zeitlebens wichtige und kritische Vertraute und Ratgeber.

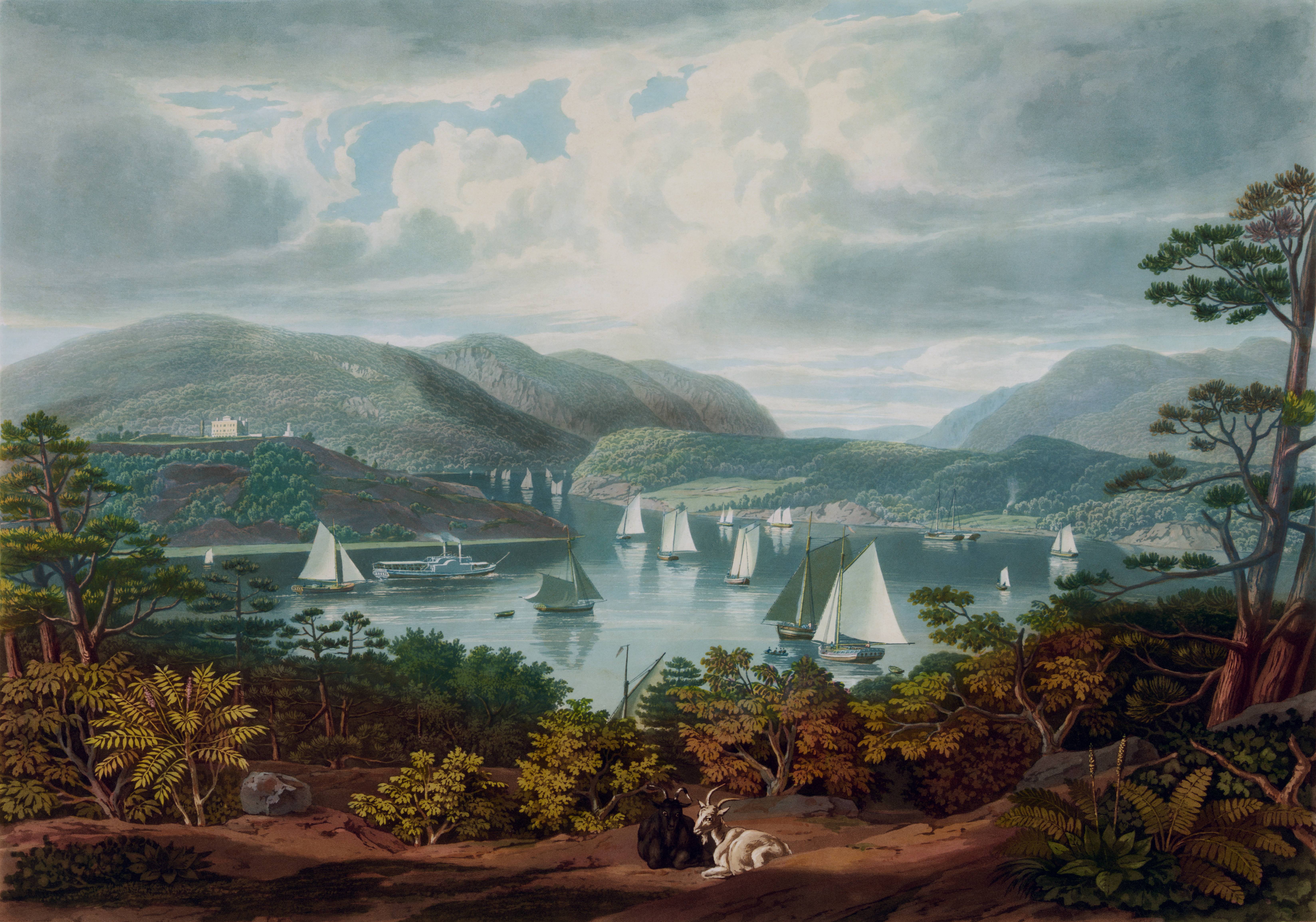
West Point (links) und der Hudson River von Osten her betrachtet, Gemälde von William James Bennett, 1831. Curtis studierte von 1827 bis 1831 an der Militärakademie, deren Hauptaugenmerk auf Ingenieurwissenschaften lag.

Unter Superintendent Sylvanus Thayer lag der Schwerpunkt der US-Militärakademie auf dem militärischen Festungsbau und deswegen auf der mathematisch-naturwissenschaftlichen und insbesondere ingenieurwissenschaftlichen Ausbildung der Kadetten. Entsprechende Fächer machten mehr als die Hälfte des Curriculums aus: Die Kadetten lernten Geometrie, Algebra, Trigonometrie, Differenzial- und Integralrechnung, Chemie, Physik, topographisches Zeichnen und zahlreiche Aspekte des Bauingenieurwesens wie Straßenbau, Be- und Entwässerung, den Bau von Tunnels und Kanälen und Hochwasserschutz. Zahlreiche Absolventen verließen die Armee deswegen bald nach ihrem Abschluss, um der lukrativeren Arbeit als Ingenieure nachzugehen. Auch Curtis schien kein besonderes Interesse an einer Militärkarriere gehabt zu haben, war aber stark von den damaligen Infrastrukturmaßnahmen (internal improvements) fasziniert, die das interne Transportwesen der Vereinigten Staaten verbesserten. Eigentlich war er mit 22 Jahren jedoch zu alt für eine Berufung an die Militärakademie. Er löste dies, indem er sein Geburtsjahr kurzerhand mit 1807 statt 1805 angab. Erst als er 1866 starb, wurde sein tatsächliches Alter publik. Seine Brüder unterstützten ihn tatkräftig beim Bewerbungsprozess, und 1827 wurde er an die Militärakademie berufen.
In West Point bemerkte Curtis bald, dass die meisten seiner Kameraden besser auf das Studium vorbereitet waren als er: „Ich hatte eine sehr gleichgültige Ausbildung in den Volksschulen des Westens genossen,“ erinnerte er sich später. In manchen Fächern konnte er deswegen nicht mit anderen Kadetten mithalten, von denen viele bereits ein College besucht hatten. In den militärischen Fächern dagegen waren alle Kadetten Neulinge, und hier strengte sich Curtis besonders an. Am Ende des ersten Jahres wurde er zum First Corporal seiner Kadettenkompanie befördert. Weitere Beförderungen zum First Sergeant und Ersten Hauptmann folgten in den nächsten Jahren. Als Aufseher des Speisesaals musste er außerdem darüber wachen, dass seine Kameraden sich beim Essen anständig benahmen. „Ich bin überrascht über meine Geduld und Ausdauer,“ erinnerte sich Curtis später an seine Kadettenzeit. „Vier Jahre ohne meine Freunde und meine Heimat.“ Während seiner Zeit in Mansfield hatte er Belinda Buckingham kennengelernt und sich später als Kadett mit ihr verlobt. Eine Heirat kam allerdings erst nach seinem Abschluss in Frage. Dies stellte seine Geduld zusätzlich auf die Probe: „Oh! Ich erinnere mich gut an diese trüben Monate und Tage, die sich hinzogen. Und ich erinnere mich auch an die Gefühle meiner schmerzenden Brust, die täglich[,] monatlich und für Jahre hin und hergeschleudert wurde, mit Hoffnung und Furcht.“
Die Ausbildung in West Point war rigoros und stark von Auswendiglernen geprägt. Die Kadetten wurden im Unterricht der Reihe nach zu den Inhalten der Lehrbücher abgefragt. In den mathematisch-naturwissenschaftlichen Kursen mussten sie außerdem Übungsaufgaben an den Tafeln vorrechnen und wurden dazu befragt. Das System zielte auf das Aneignen von Fakten und Denken in Schemata anstatt auf unabhängiges Denken. Im Vergleich zu anderen amerikanischen Universitäten der Zeit war es jedoch durchaus fortschrittlich und erfolgreich. Das System siebte die Kadetten auch stark aus: Als Curtis im Juli 1831 abschloss, waren von den ursprünglich 86 Kadetten nur noch 33 übrig. Unter ihnen belegte er den 27. Rang.

### Werdegang vor dem Sezessionskrieg

#### Ingenieur, Anwalt und Milizoffizier in Ohio
Nach seinem Abschluss wurde Curtis als Brevet-Leutnant zum 7. Infanterieregiment in Fort Gibson im Indianerterritorium beordert. Schon nach kurzer Zeit erhielt er Heimaturlaub, da seine Mutter im Alter von 69 Jahren verstorben war. Während dieses Urlaubes heiratete er am 3. November 1831 die sechs Jahre jüngere Belinda. Anfang 1832 kehrte er nochmals nach Fort Gibson zurück, wo gerade die Umsiedlung der „Fünf Zivilisierten Stämme“ ins Indianerterritorium im Gange war. Zu Curtis’ Aufgaben gehörten unter anderem der Straßenbau und das Vermessen von Stammesgrenzen. Schon sechs Monate nach seiner Rückkehr schied er jedoch aus dem Dienst aus und kehrte nach Ohio zurück, um dort eine Zivilkarriere zu beginnen.

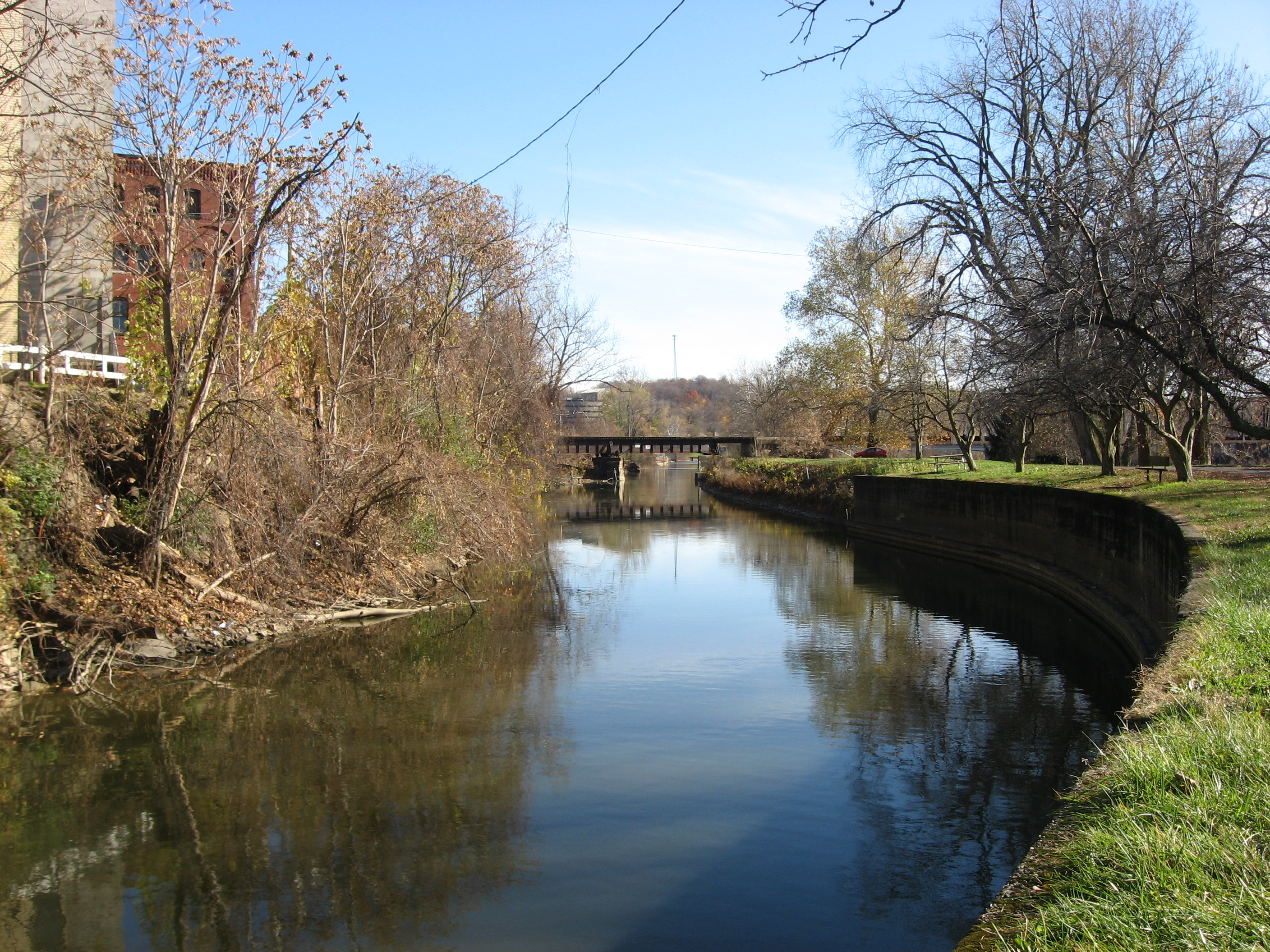
Kanal des Muskingum in bei Zanesville, Ohio. Curtis arbeitete zwei Jahre als Leitender Ingenieur an der Kanalisierung des Flusses.

Seine erste Anstellung war als Bauingenieur für einen Abschnitt der National Road. In diese Zeit fiel die Geburt seiner ersten Tochter Amanda am 16. September 1832. Von 1833 bis 1837 bekleidete Curtis das Amt des staatlichen Landvermessers, was jedoch zahlreiche Reisen und viel Abwesenheit von seiner Familie bedeutete. Amanda starb im Alter von nur 20 Monaten, wahrscheinlich an der Cholera. Sohn Henry Zarah kam am 14. Oktober 1836 auf die Welt. 1837 wurde Curtis Leitender Ingenieur für die Kanalisierung des Muskingum River. Die Stellung bot ein jährliches Gehalt von 1.000 Dollar sowie monatliche Zulagen von 36 Dollar, womit Curtis und seine Frau ein komfortables Leben in der Mittelschicht führen konnten. Curtis’ politische Ausrichtung half ihm dabei, diese Stelle zu erhalten: Er unterstützte die Whigs, die zu diesem Zeitpunkt die für Infrastrukturmaßnahmen in Ohio zuständige Behörde kontrollierten. Die politische Gemengelage änderte sich 1839, und Curtis wurde, gemeinsam mit all seinen Assistenten, entlassen. Die Kanalisierung wurde unter Leitung anderer Ingenieure fortgeführt und 1849 abgeschlossen – nach fast unveränderten Plänen Curtis’.
In der Folgezeit arbeitete Curtis als freiberuflicher Ingenieur an verschiedenen Projekten. Der Börsencrash von 1837 machte sich jedoch zunehmend bemerkbar, sodass er sich von seinem Bruder Hosmer zum Anwalt ausbilden ließ. 1842 begann er in Wooster als solcher zu praktizieren. Er sah dies jedoch nur als zweites Standbein und arbeitete auch weiter als Ingenieur an Bauprojekten. In Wooster engagierte er sich außerdem erstmals politisch als Stadtrat. Seine Familie wuchs durch die Geburt einer Tochter 1842 und eines Sohnes 1844. Trotz seiner Zivilberufe gab Curtis die Verbindungen zum Militär nie ganz auf: Ab 1833 diente er in der Miliz von Ohio, zunächst als Hauptmann, dann als Oberstleutnant, ab 1843 als Oberst.

#### Kriegsdienst in Mexiko
Am 13. Mai 1846 erklärte der Kongress der Vereinigten Staaten Mexiko den Krieg. Zu diesem Zeitpunkt war das amerikanische Heer nur rund 5.300 Mann stark. Der Kongress ermächtigte Präsident James Knox Polk deswegen, das reguläre Heer mit Freiwilligenverbänden zu vergrößern, die von den Einzelstaaten aufgestellt werden sollten. Bis zu 50.000 Freiwillige waren vorgesehen, mit einer Dienstzeit von einem Jahr. Der Staat Ohio hatte drei Freiwilligenregimenter aufzustellen. Zu diesem Zweck wurde Curtis von Ohios Gouverneur Mordecai Bartley zum Generaladjutanten des Staates ernannt, mit der Aufgabe, diese drei Freiwilligenregimenter zu organisieren. Curtis wählte Camp Washington in Cincinnati als Sammelpunkt für die Freiwilligen aus. Für die drei Regimenter benötigte er rund 3.000 Männer, jedoch meldeten sich fast 4.000. Curtis musste viele wieder nach Hause schicken. In der Presse wurden dabei Vorwürfe laut, dass Curtis die Deutschamerikaner diskriminierte und bevorzugt nach Hause schickte. Als der Gouverneur Curtis vorschlug, das Amt des Generaladjutanten zugunsten eines Kommandos im Feld abzugeben, war er hierzu gerne bereit. Curtis stellte sich im 3. Ohio-Infanterieregiment zur Wahl und wurde zum Oberst gewählt. Auf Wunsch des Gouverneurs blieb er jedoch weiter für Camp Washington und für den Drill und die Ausbildung der drei Regimenter aus Ohio verantwortlich. Als General John E. Wool Camp Washington besuchte, zeigte er sich mit dem Ausbildungsstand der Freiwilligen zufrieden und lobte Curtis’ Regiment besonders.
Curtis’ Freunde und Familie waren nicht glücklich über seine Kriegsteilnahme und versuchten, ihn davon abzubringen. Der frisch gewählte Oberst lehnte dies jedoch ab. Wahrscheinlich hatte er das Gefühl, seinem Land aufgrund seiner Ausbildung in West Point den Dienst zu schulden. Daneben spielte allerdings auch eine gewisse Abenteuerlust eine Rolle – der Einsatz erlaubte ihm, aus seinem Leben als Kleinstadtanwalt auszubrechen.

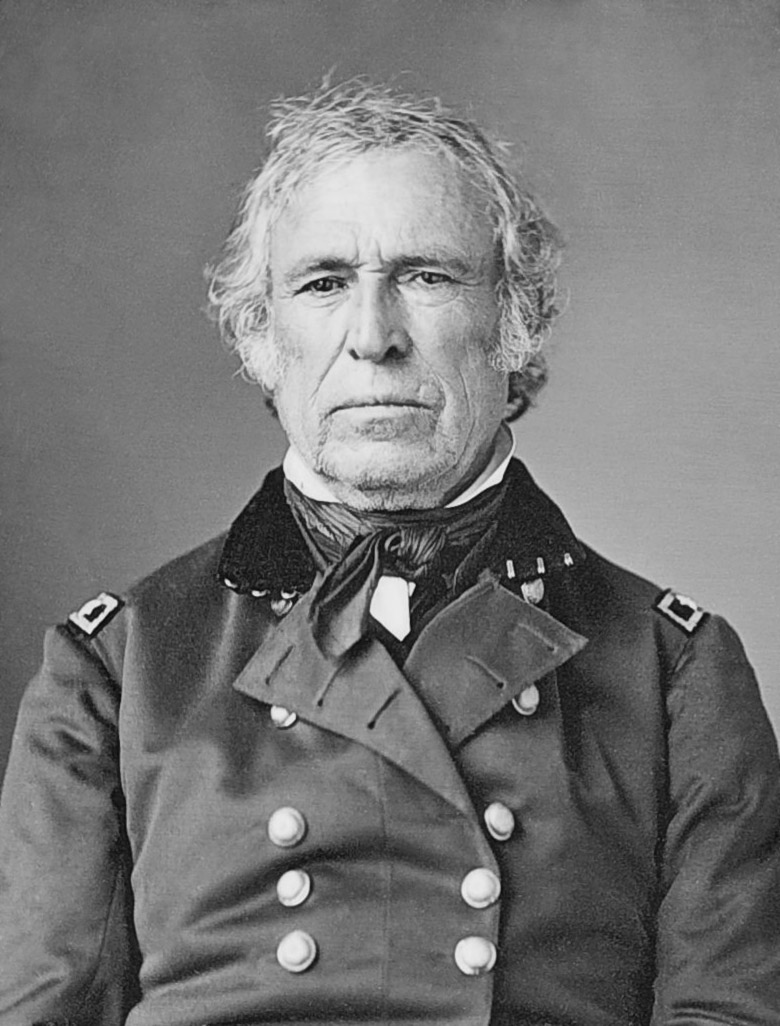
Zachary Taylor, Befehlshaber der amerikanischen Armee in Nordmexiko. Unter Taylor war Curtis zumeist für die Verwaltung des rückwärtigen Gebietes zuständig.

Das 3. Ohio-Regiment wurde nach Südtexas beordert, wo es Teil von Zachary Taylors Armee werden sollte. Taylors Truppen hatten am 8. und 9. Mai bei Palo Alto und Resaca de la Palma zwei Siege über die Mexikaner errungen und Matamoros auf der mexikanischen Seite des Rio Grande besetzt. Nun bereiteten sie sich auf einen Vormarsch tiefer nach Mexiko vor. Der Weg von Curtis’ Regiment führte den Ohio hinab bis zu dessen Einmündung in den Mississippi und von dort nach New Orleans – fast 1.500 Kilometer, die mit dem Dampfschiff in sieben Tagen zurückgelegt wurden. Von dort führte der Weg weiter per Schiff über den Golf von Mexiko nach Brazos Island. Am 20. Juli landeten Curtis und seine Männer auf der Insel, die die vorgelagerte Basis des US-Heeres bildete. Die Amerikaner hatten zu diesem Zeitpunkt jedoch noch keine Erfahrung mit der Versorgung langfristiger Operationen über das Meer gemacht, und Curtis konnte die Auswirkungen mangelnder Logistik aus erster Hand beobachten. „Jedes Schiff zeigt das gleiche Bild“, vertraute er seinem Tagebuch an. „Eine große Menge Männer in schmutziger Unterkleidung, bleich und ausgezehrt von mehreren Tagen Seekrankheit […] eilen ans Ufer, wo sie hoffen ein paar unbedeutende Unterkünfte zu finden. Doch leider Gottes! Sie finden eine Mischung aus Mexikanern, Offizieren, Maultieren, Wägen und Seemännern, die ihnen alle und jedermann keine Aufmerksamkeit schenken.“ Curtis zeigte sich auch unzufrieden mit der Versorgung der Kranken. In seinem Regiment grassierte der Durchfall, und er notierte drei Todesfälle in seinem Tagebuch. In den nächsten zehn Monaten verlor Curtis’ Regiment insgesamt 46 Mann durch Krankheit.
Nach fast zwei Wochen auf Brazos Island wurde Curtis’ Regiment auf das Festland beordert, und am 31. Juli betrat Curtis zum ersten Mal in seinem Leben den Boden eines anderen Landes. General Taylor hatte seine Offensive inzwischen fast 200 Kilometer ins Landesinnere vorangetrieben. Zu seiner Enttäuschung wurde Curtis jedoch mit seinem Regiment nicht dorthin beordert, sondern nach Matamoros, um dort im rückwärtigen Gebiet der Armee für Ordnung zu sorgen. Die Stadt hatte sich im Mai ergeben. Die Amerikaner verfügten über kein Regelwerk für den Umgang mit besetzten Gebieten. Sie überließen die Behandlung von Verbrechen zwischen Mexikanern den lokalen Gerichten. Amerikanische Zivilisten, die sich an Mexikanern vergangen hatten, wurden ebenfalls den mexikanischen Behörden übergeben, von diesen aber oft aus Angst oder nach Bestechung freigelassen. Auch für Straftaten amerikanischer Soldaten gab es keine klare Prozedur. Das Ergebnis waren anarchische Zustände mit zahlreichen Morden, Raubüberfällen, Diebstählen und Vergewaltigungen. Curtis ließ seine Männer die Straßen patrouillieren und verdächtige Amerikaner nach Brazos Island und von dort nach New Orleans deportieren. Die Zustände besserten sich, aber Curtis war von dem Routinedienst in der Etappe gelangweilt. Im September erkrankte er außerdem an der Malaria.
Im Dezember 1846 besuchte Winfield Scott, der Oberkommandeur des amerikanischen Heeres, Matamoros. Er informierte Curtis, dass Taylors Streitmacht reduziert werden würde, zugunsten einer amphibischen Landung in Veracruz. Von dort wollte Scott auf Mexiko-Stadt marschieren. Curtis hoffte, Scotts Expeditionsarmee zugeteilt zu werden und somit dem Garnisonsdienst zu entkommen. Er wurde jedoch enttäuscht: Das 3. Ohio-Regiment blieb in Nordmexiko und wurde lediglich nach Camargo, weiter flussaufwärts des Rio Grande, verlegt. Camargo diente als Nachschubdepot für Taylors verkleinerte Armee, die bei Monterrey und Saltillo eine Verteidigungsstellung eingenommen hatten. Wie auch in Matamoros war es Curtis’ Aufgabe, für öffentliche Ordnung zu sorgen und das rückwärtige Gebiet zu sichern. Dies war hier jedoch eine deutlich schwierigere Aufgabe: Mexikanische Partisanen attackierten amerikanische Wagenzüge und Patrouillen, und mexikanische Kavallerie unter José de Urrea bedrohte Taylors Verbindungslinien. Von Süden her marschierte außerdem General Santa Anna gegen Taylors Truppen. Curtis verlor die Verbindung zu Taylors Armee, und einige versprochene Verstärkungstruppen trafen nur langsam ein. In seiner Nervosität bat er Scott und die Gouverneure von Texas und Louisiana um Hilfe. Am 2. März 1847 schrieb er außerdem direkt an Präsident Polk, schilderte die Gefahr, in der sich Taylor seiner Meinung nach befand, und schlug vor, eine neue, 50.000 Mann starke Armee zu Taylors Unterstützung aufzustellen. Polk befand Curtis’ Brief für übertrieben. Der Inhalt des Briefs gelangte an die Presse und machte Curtis zum Gespött, zumal nachdem bekannt wurde, dass Taylor Santa Annas Angriff bei Buena Vista abgewehrt hatte.
Curtis und seine Männer eskortierten einen Nachschubzug zu Taylors Truppen und erreichten am 18. März Monterrey. Taylor übergab ihm hier die gleiche Aufgabe wie zuvor in Matamoros und Camargo. Im Juni lief die Dienstzeit von Curtis und seinen Männern ab. Curtis blieb jedoch noch länger in Mexiko, da ihn General Wool gebeten hatte, als Generalinspekteur und Militärgouverneur für die Stadt Saltillo zu dienen. Er hoffte dadurch, an einer erneuten Offensive teilnehmen zu können, die jedoch nie stattfand. Außerdem hoffte er, dass Wools Bitte nach außen hin deutlich machen würde, dass er weiter das Vertrauen des Generals hatte. Dadurch, so hoffte Curtis, würde die Peinlichkeit um seinen Brief an Polk ausgewetzt. Am 25. Juni endete diese Aufgabe und Curtis machte sich auf den Heimweg. Unterwegs wurde er in ein Scharmützel mit mexikanischen Partisanen verwickelt. Dies war seine einzige Gefechtserfahrung während seiner Zeit in Mexiko. Den ganzen Kriegseinsatz hindurch hatte er seiner Familie viele lange Briefe geschrieben, in denen er Land und Leute in Mexiko beschrieb. Die sentimentale Seite, die er darin zeigte, war für Ingenieure und Militäroffiziere seiner Zeit eher ungewöhnlich.

#### Umzug nach Iowa und Politikkarriere

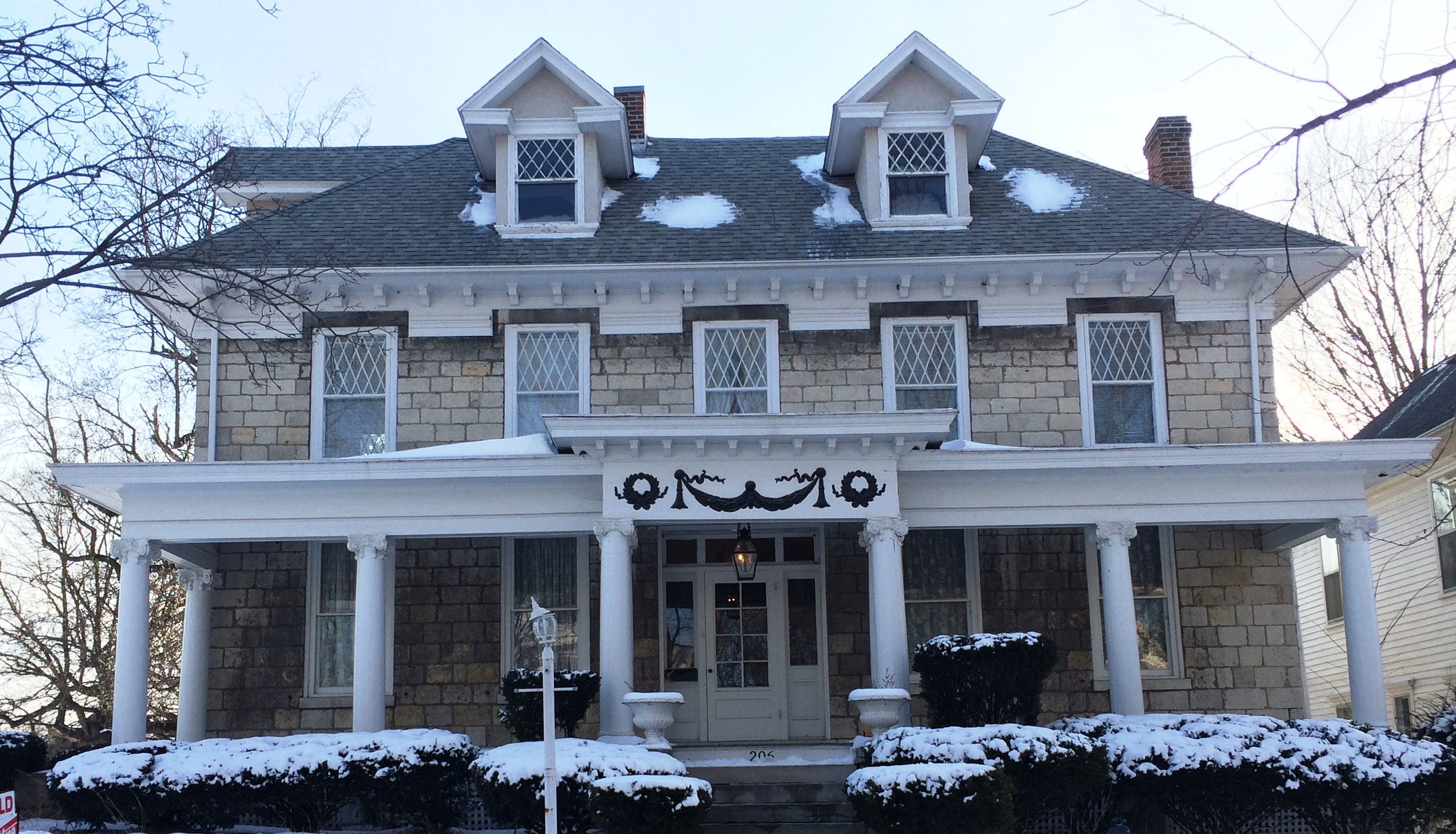
Curtis’ Haus in Keokuk, Ansicht von vorne

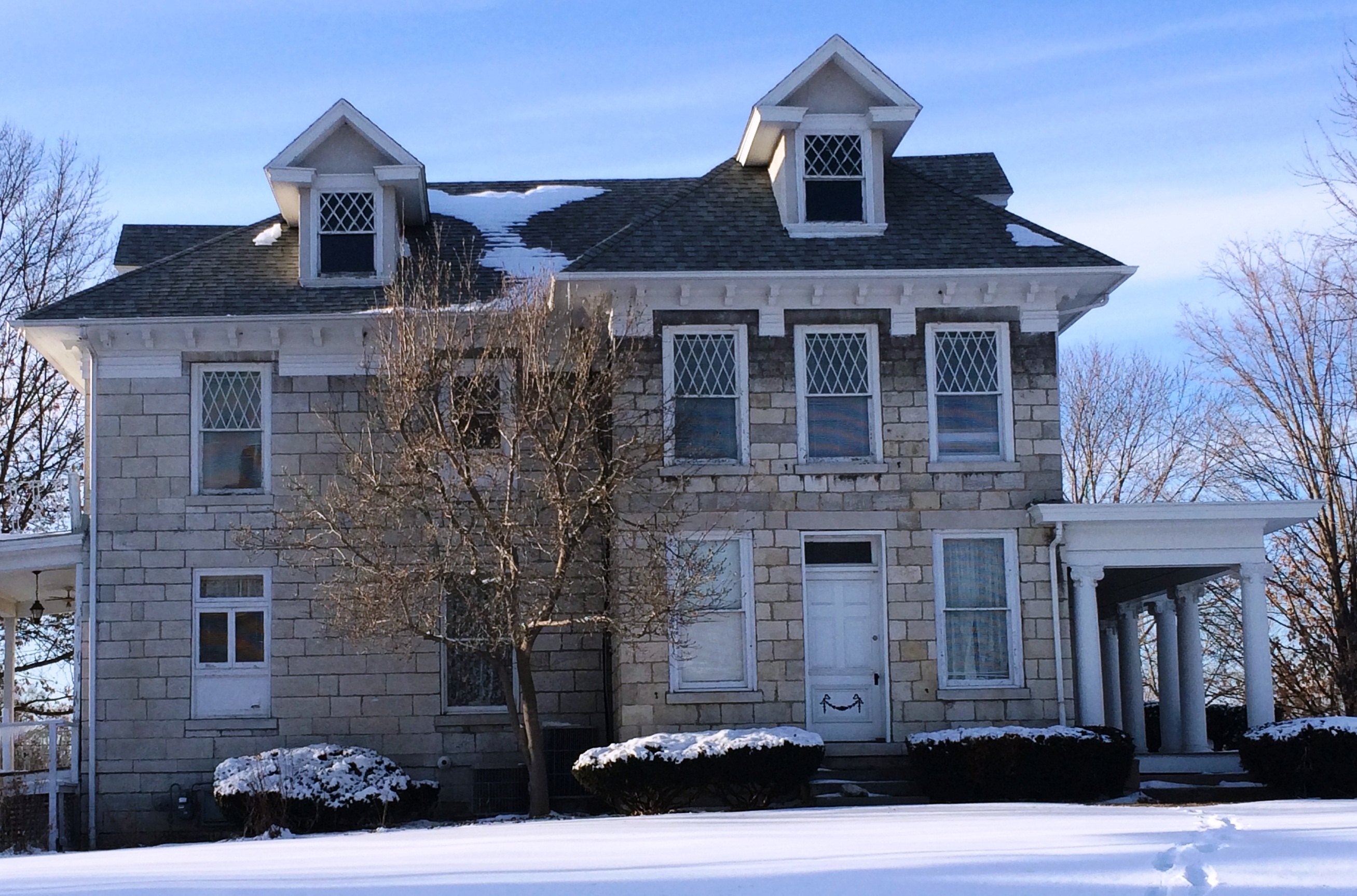
Curtis’ Haus in Keokuk, Ansicht von der Seite

Es fiel Curtis zunächst schwer, sich wieder ins Zivilleben in Wooster einzuleben. Zeitweise überlegte er, wieder als Oberst in den Militärdienst einzutreten. Dies war jedoch eine unrealistische Hoffnung, da die Armee nach dem Sieg über Mexiko wieder schrumpfte und somit eher zu viele als zu wenige Offiziere hatte. Curtis erhielt das lukrative Angebot, die Kanalisierung des Des Moines River in Iowa zu leiten. Die Aufgabe ähnelte der Kanalisierung des Muskingum in Ohio und bot ein jährliches Gehalt von 2.500 Dollar zuzüglich Spesen. Im November 1847 zog Curtis, zunächst ohne seine Familie, nach Keokuk. Neben seiner Arbeit am Kanal eröffnete er dort eine Anwaltspraxis und erwarb mehrere Grundstücke als Geldanlage. Belinda und die Kinder folgten im Herbst 1848 nach Keokuk, und Curtis ließ dort ein neues Heim für die Familie errichten.
1849 starb Curtis’ Vater Zarah im Alter von 88 Jahren. Curtis und seine Familie erfuhren hiervon, als sie gerade vor der in Keokuk grassierenden Cholera ins ländliche Iowa geflohen waren. Darüber hinaus kam das Kanalprojekt in finanzielle Schwierigkeiten, weil der Verkauf von öffentlichem Land nicht genug Einnahmen erzielt hatte. Ein politischer Strömungswechsel brachte außerdem den Demokraten die Mehrheit in der Aufsichtsbehörde, woraufhin der Whig Curtis entlassen wurde. Die Kanalisierung des Des Moines wurde auch unter seinen Nachfolgern nie fertiggestellt.
1850–1853 arbeitete Curtis als leitender Bauingenieur der Stadt St. Louis. In seiner Zeit dort arbeitete er an einem Abwassersystem für die Stadt und beaufsichtigte die Verbreiterung des Uferdamms und den Bau zusätzlicher Kais. Der wahrscheinlich wichtigste Teil seiner Arbeit war es, den Mississippi in seinem gewohnten Bett zu halten. Curtis konnte dabei auf Vorarbeiten von Robert Edward Lee aufbauen. Er verstärkte die bestehenden Dämme und ordnete den Bau neuer an. Die Arbeit war ein Katz- und Mausspiel mit dem Fluss, denn das Schmelzwasser des Frühjahrs spülte oft einen Teil der vorangegangenen Arbeit wieder weg. Trotzdem gelang es Curtis und seinen Arbeitern, den Fluss in seinem Bett zu halten. Persönlich war die Zeit in St. Louis von Höhen und Tiefen geprägt. Curtis genoss das Leben in der Großstadt, seine Familie blieb jedoch zunächst in Keokuk, sodass er oft dorthin reiste. Am 10. März 1851 wurde sein Sohn Yale in Keokuk geboren. Er starb jedoch schon im Alter von drei Monaten an der Cholera. Kurz darauf erlag auch Sohn Bucky der Krankheit. In dieser schwierigen Zeit war Curtis außerdem aufgrund seiner Pflichten nicht imstande, nach Keokuk zu reisen. Erst im Dezember 1851 zogen Belinda und die drei noch lebenden Kinder nach St. Louis. Am 8. Dezember 1852 wurde dort Curtis’ siebtes und letztes Kind – eine Tochter namens Cara Eliza – geboren. Bald darauf endete Curtis’ Anstellung in St. Louis wieder: Die politischen Machtverhältnisse in der Stadt änderten sich, und Curtis musste gehen.
Curtis’ nächste Anstellung war im Eisenbahnbau. Bereits 1839 hatte er eine (erfolglose) Petition verfasst, in der er darum bat, öffentliches Land für die Finanzierung einer transkontinentalen Eisenbahn zur Verfügung zu stellen. Nun fand er eine Anstellung in der Philadelphia, Fort Wayne and Platte Valley Railroad, die auch als „Luftlinien“-Route bekannt war. Im Gegensatz zu anderen Eisenbahnprojekten, die eher kurze Strecken bedienten, versuchte dieses Unternehmen, eine durchgängige Verbindung von der Ostküste bis auf die Great Plains zu schaffen. Curtis’ Stelle als Leitender Ingenieur war äußerst lukrativ, aber auch herausfordernd. Er musste einerseits das Land für den Streckenabschnitt zwischen Fort Wayne und Council Bluffs vermessen – eine Länge von fast 1.000 Kilometern. Darüber hinaus rührte er die Werbetrommel für das Projekt – zunächst in Indiana, Illinois und Iowa, später auch in Washington, wo er versuchte, die Unterstützung des Repräsentantenhauses zu gewinnen. Curtis scheiterte jedoch in Washington und bemerkte bald, dass die Firma in finanziellen Schwierigkeiten war. Ende 1854 trat er zurück, und kurz darauf ging das Unternehmen bankrott. Curtis musste dabei fast 9.000 Dollar abschreiben, die ihm die Firma noch schuldete.

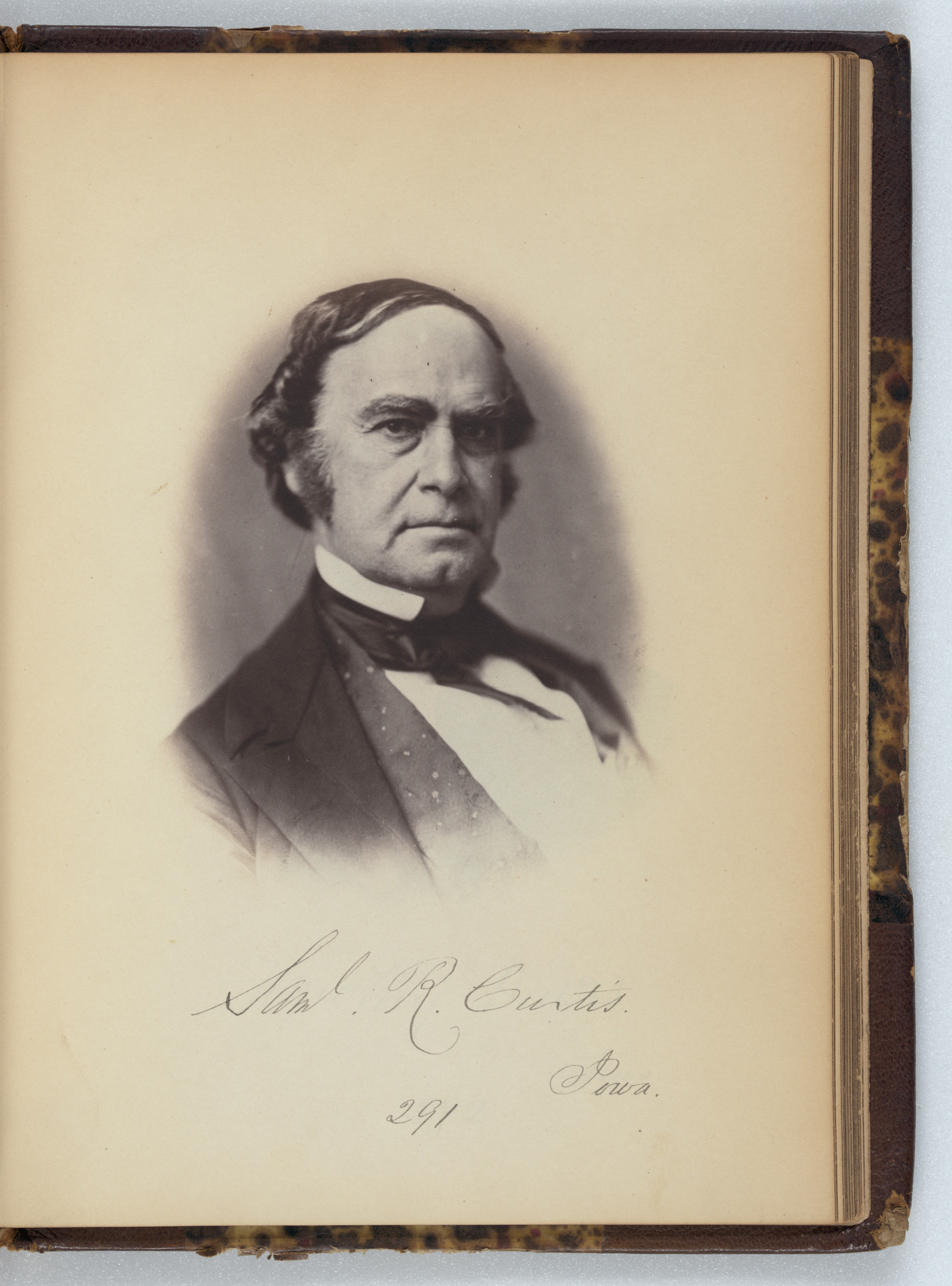
Curtis als Kongressabgeordneter, 1859

1854 kehrte Curtis nach Keokuk zurück, wo er sich verstärkt seiner Tätigkeit als Anwalt widmen wollte. Tatsächlich war er inzwischen eher ein Geschäftsmann oder professioneller Investor geworden: Er hatte in seiner Zeit bei der Eisenbahnlinie weiteres Geld in Land angelegt, unter anderem in Omaha und Council Bluffs. In Council Bluffs war er auch Teilhaber einer Fährlinie auf dem Missouri River geworden. In Südost-Iowa besaß er drei Farmen und weitere Grundstücke in Keokuk, Des Moines und in den Bundesstaaten Ohio, Missouri und Illinois. Curtis war jedoch kein guter Buchhalter, und das komplexe Geflecht aus Besitztümern mit Hypotheken und Grundsteuerzahlungen half hierbei auch nicht – er verlor den Überblick und 1856 fand er sich in einer so schlechten Lage, dass seine Frau und er einen Kostgänger in ihrem Haus aufnehmen mussten. Trotz seiner zahlreichen Investitionen waren die Rückflüsse aus diesen offenbar gering. Curtis hatte ein Cash-Flow-Problem.
Politisch war Curtis immer ein Whig gewesen, der sich für staatliche Entwicklungsmaßnahmen und gegen die Ausbreitung der Sklaverei nach Westen ausgesprochen hatte. Als die Whig-Partei im Zuge des Kansas-Nebraska Acts 1854 zusammenbrach, trat auch Curtis der neu gegründeten Republikanischen Partei bei. 1856 wurde er für sie zum Bürgermeister von Keokuk gewählt. Dieses Amt bekleidete er allerdings nur kurz, denn bereits im Herbst des gleichen Jahres wurde er als republikanischer Kandidat für den Kongress der Vereinigten Staaten aufgestellt. Zu seiner eigenen Überraschung konnte Curtis den Sitz im traditionell demokratisch eingestellten Süd-Iowa gegen den Amtsinhaber Augustus Hall mit knapper Mehrheit gewinnen. Curtis wurde dadurch der erste republikanische Kongressabgeordnete für Iowa. 1858 und 1860 wurde er wiedergewählt. Sein Hauptaugenmerk als Kongressabgeordneter war der Bau einer transkontinentalen Eisenbahnstrecke. 1860 brachte er einen Gesetzentwurf ein, der den Bau entlang des Overland Trail vorsah. Der Antrag wurde an einen Ausschuss verwiesen, dessen Vorsitzender Curtis wurde. Im weiteren Gesetzgebungsprozess wurde der Entwurf noch verändert und sah schließlich auch die Prüfung zweier Alternativrouten vor. Nach weiteren Änderungen wurde das Gesetz schließlich 1862 angenommen – allerdings war Curtis zu diesem Zeitpunkt nicht mehr im Kongress.
Privat erlaubten ihm die 4.000 Dollar jährliches Salär eines Kongressabgeordneten ein komfortables Leben und die Zurückzahlung einiger Schulden. Diese waren jedoch nach wie vor beträchtlich. 1861 gelang es ihm außerdem, seinen Sohn Sam zum Leiter der Bundespoststelle in Denver, Colorado, ernennen zu lassen. Während eines Sommerurlaubes in Council Bluff brach 1859 der Pawnee-Krieg aus. Curtis beteiligte sich als Freiwilliger im Rang eines Oberstleutnants an der Expedition. Er war damit wahrscheinlich der einzige aktive Kongressabgeordnete in der Geschichte der Vereinigten Staaten, der an einem Feldzug gegen die Plains-Indianer teilnahm.

### General im Sezessionskrieg

#### Sezessionskrise und Ausbildungsdienst in Missouri

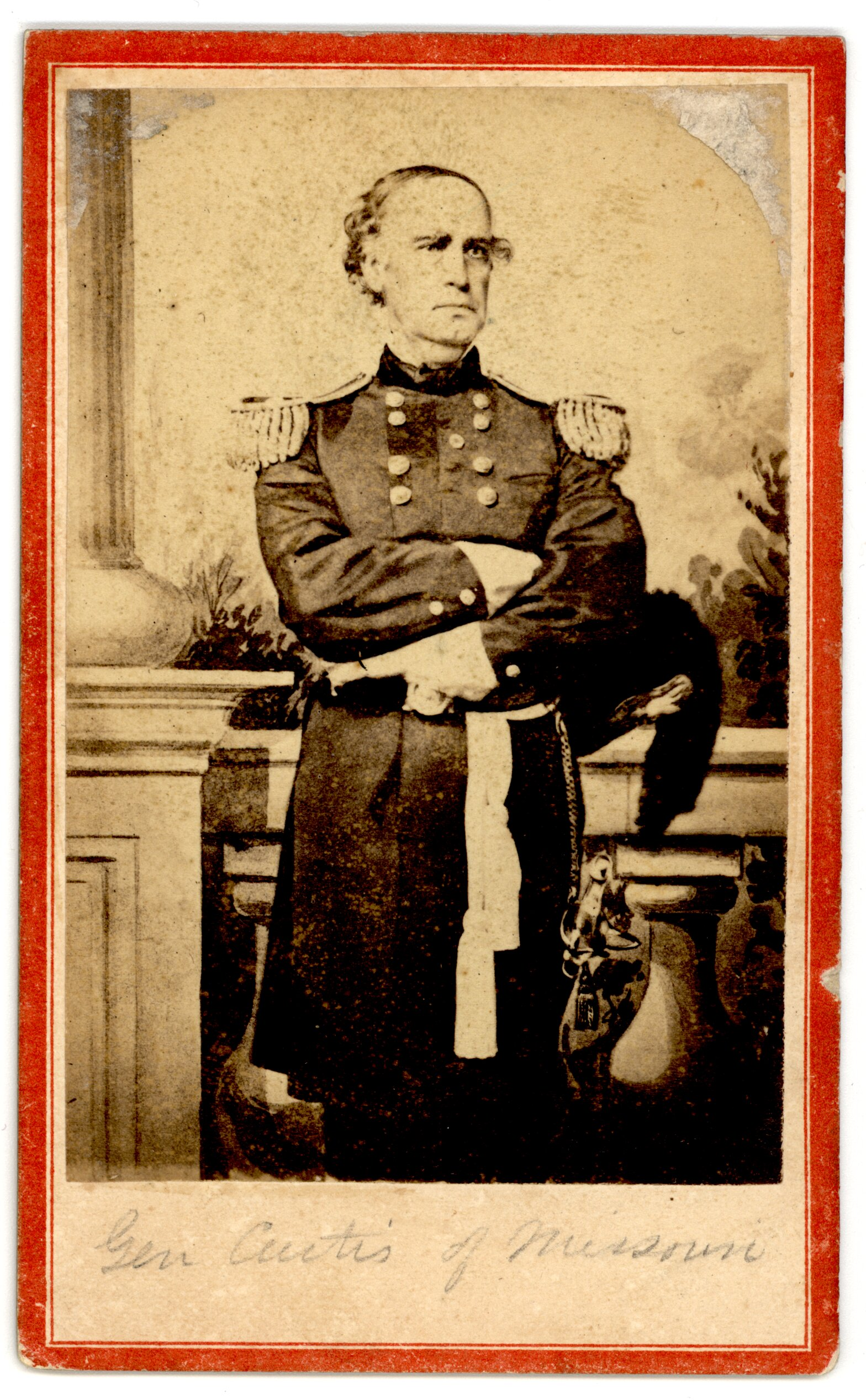
Curtis, fotografiert im Juli 1861 in Mathew Bradys Fotostudio

Nach dem Sieg Abraham Lincolns in der Präsidentschaftswahl 1860 drohte South Carolina mit dem Austritt aus den Vereinigten Staaten. Im Repräsentantenhaus wurde ein Ausschuss aus je einem Delegierten pro Bundesstaat eingerichtet, der nach einer Lösung für die Krise suchen sollte. Curtis war in diesem Ausschuss der Vertreter Iowas. Der Ausschuss konnte den Krieg aber genauso wenig abwenden wie der „Friedenskonvent“ im Februar 1861, an dem Curtis ebenfalls teilnahm.
Curtis befand sich in Keokuk, als die Konföderierten mit dem Angriff auf Fort Sumter die Feindseligkeiten begannen. Er eilte zurück nach Washington, allerdings hatten Sezessionisten aus Maryland die Gleise von der Hauptstadt in den Norden beschädigt. Curtis schloss sich einem Milizregiment aus New York an, das von Philadelphia aus mit dem Schiff nach Annapolis fuhr und von dort nach Washington marschierte. Curtis wollte einerseits seinen Sitz im Kongress behalten, da er für Winfield Scott noch mehrere Heeresreformgesetze durchbringen wollte. Gleichzeitig wurde er zum Musterungsoffizier für Iowa ernannt. Wie zu Beginn des Mexikanisch-Amerikanischen Krieges in Ohio war er nun in Iowa dafür zuständig, drei Freiwilligenregimenter auszubilden. Kurz darauf wurde er vom 2. Iowa-Infanterieregiment zum Oberst gewählt. Seinen ersten militärischen Auftrag erhielt Curtis von General Nathaniel Lyon, dem unionistischen Befehlshaber in Missouri. Auf Lyons Befehl hin führte Curtis Mitte Juni zweieinhalb Regimenter nach Hannibal. Von dort fuhr er mit der Eisenbahn nach Saint Joseph und ließ unterwegs Garnisonen zurück, um die Eisenbahnlinie zu sichern. Curtis handelte hierbei entschlossen und schnell. Dies und die Benutzung moderner Transportmittel wie Dampfschiff und Eisenbahn erlaubten ihm, in wenigen Tagen hunderte Kilometer zurückzulegen und eine wichtige Eisenbahnlinie in Nordmissouri zu sichern.
Anfang Juli kehrte Curtis nochmals nach Washington zurück und wurde dort Zeuge der Niederlage bei Bull Run. Kurz darauf wurde er zum Brigadegeneral befördert und musste dafür seinen Sitz im Kongress abgeben. Für Curtis kam es nicht infrage, das militärische Angebot abzulehnen, allerdings beklagte er sich gegenüber seinem Bruder, dass ihn dies Geld kostete: Als Oberst in Diensten Iowas hätte er dort 3.000 Dollar und weitere 4.000 Dollar als Kongressabgeordneter verdienen können, als Brigadegeneral dagegen nur 3.800 Dollar. Curtis wurde wieder nach St. Louis geschickt, um dort Freiwilligenregimenter auszubilden. Sein Vorgesetzter dort war General John C. Frémont, der neue Befehlshaber des „Wehrbereichs West“ (Department of the West).
Frémont hatte seine Ernennung seinen politischen Verbindungen zu verdanken, genoss jedoch einen guten Ruf als Militär. Seine ersten Wochen im Kommando waren von militärischen Misserfolgen in den Schlachten von Wilson’s Creek und Lexington geprägt, die zu erheblichen Gebietsverlusten führten. Auch auf politischer Ebene war Frémont glücklos: Am 30. August verkündete er unter anderem die Befreiung aller Sklaven, die konföderierten Aktivisten gehörten. Lincoln, der zu diesem Zeitpunkt noch versuchte, den Sklavenstaat Kentucky von der Sezession abzuhalten, widerrief dieses Edikt Frémonts kurz darauf. Lincoln zweifelte an Frémonts Eignung und bat Curtis um dessen Meinung. Curtis hatte sich schon zuvor in privaten Briefen über Frémonts Führung beklagt und bestärkte Lincoln in seinen Zweifeln. Lincoln antwortete, indem er Curtis einen Befehl schickte, der Frémont seines Kommandos enthob und durch General David Hunter ersetzte. Curtis sollte den Befehl allerdings für sich behalten, falls Frémont kurz vor oder bereits in einer Schlacht stand. Frémont war inzwischen mit seiner Feldarmee nach Springfield vorgerückt. Curtis’ Bote traf Frémont dort am 2. November an und händigte ihm, als er keine Anzeichen für eine bevorstehende Schlacht sah, den Entlassungsbefehl aus. Für seine Bemühungen erhielt Curtis ein persönliches Dankschreiben des Präsidenten, über das er sich sehr freute. General Hunter blieb nur kurz sein Vorgesetzter: Am 9. Dezember restrukturierte die Union die Kriegsgliederung westlich des Mississippi, und Missouri und Curtis kamen unter den Befehl von Henry W. Halleck, Kommandeur des neuen Wehrbereichs Missouri (Department of the Missouri).

#### Pea Ridge

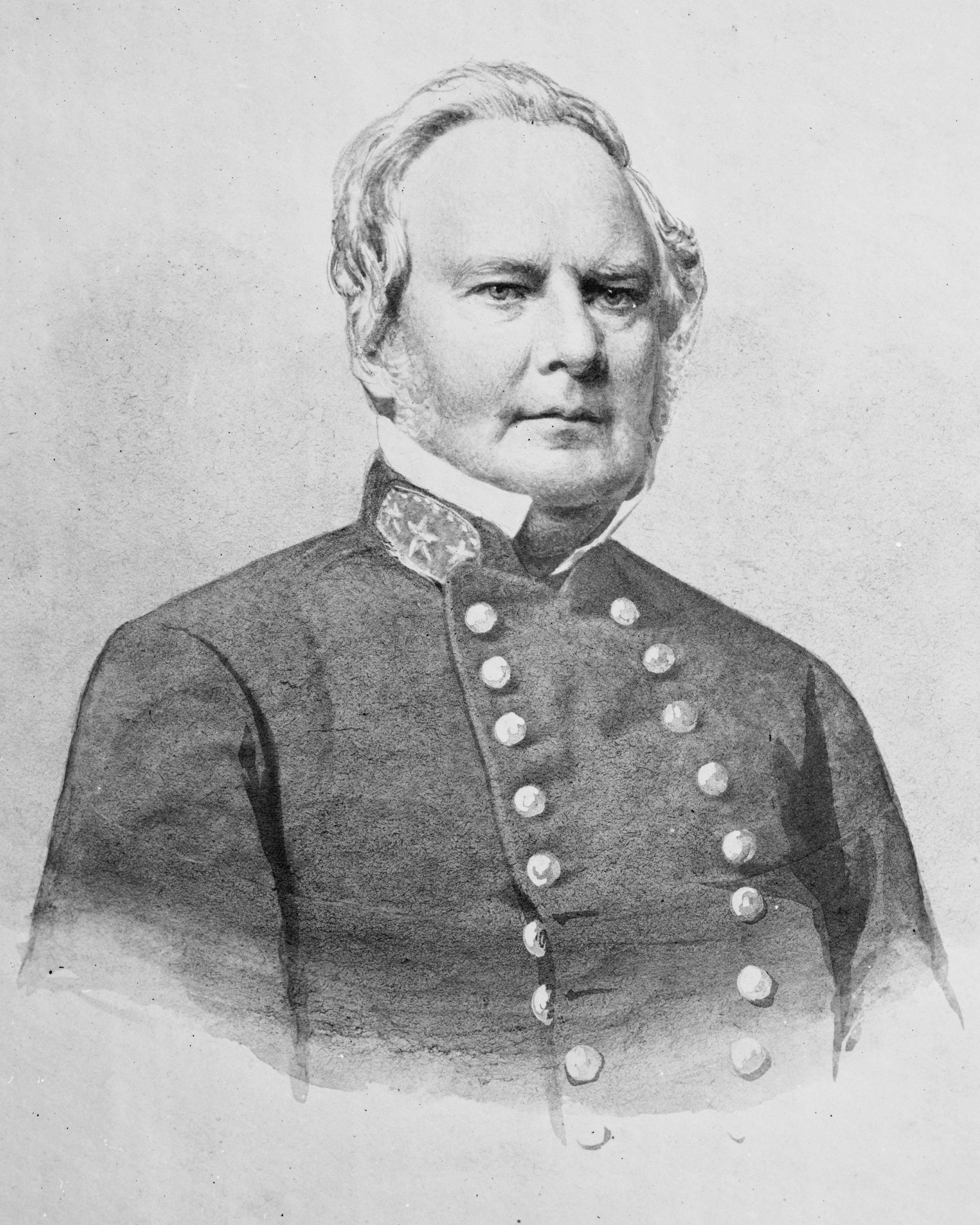
Sterling Price, konföderierter General. Curtis manövrierte ihn Anfang 1862 aus Missouri hinaus nach Arkansas.

Curtis war seine Ausbildungstätigkeit leid und wünschte sich ein Feldkommando. Er war zwar nach außen hin reserviert und entsprach dem Bild eines Viktorianischen Gentleman, hoffte jedoch inständig, sich militärisch auszeichnen zu können. Halleck erfüllte seinen Wunsch schließlich, indem er ihn am 25. Dezember zum Befehlshaber des Distrikts Südwestmissouri machte. Curtis’ Auftrag war, die konföderierte Armee von General Price zu vernichten oder zu zerstreuen. Curtis eilte sofort von St. Louis nach Rolla, wo er am 26. Dezember den Befehl über die ihm unterstellten Truppen übernahm und ihnen den Namen Südwestarmee (Army of the Southwest) gab. Sein erstes Feldkommando begann jedoch mit Streitigkeiten: Einer seiner Divisionskommandeure war Brigadegeneral Franz Sigel. Der Forty-Eighter Sigel war militärisch erfahren und hatte erwartet, selbst das Distrikt führen. Als Curtis ernannt wurde, gab er aus Protest sein Offizierspatent zurück. Halleck gelang es allerdings, ihn hiervon abzubringen, und Sigel akzeptierte schließlich seine Stellung unter Curtis.
Curtis’ nächstes Problem war die Versorgung seiner Männer: In ihrer Basis in Rolla konnte die Südwestarmee gut über eine Eisenbahnlinie versorgt werden, die hier jedoch endete. Im südlich von Rolla gelegenen Operationsgebiet blieb nur die Versorgung durch bespannte Wägen über primitive Straßen. Curtis wies seine Männer deswegen an, so wenig zusätzliches Gepäck wie möglich zu behalten, um die Transportwägen für essentielle Versorgungsgüter freizuhalten. Am 13. Januar rückte Curtis seine Armee nach Lebanon vor. Dort angekommen, organisierte er sie in vier Divisionen unter dem Befehl von Peter Joseph Osterhaus, Alexander Asboth, Jefferson C. Davis und Eugene Asa Carr. Einige weitere Regimenter, vor allem Kavallerie, behielt er unter seinem direkten Befehl. Die Gliederung folgte der ethnischen Zusammensetzung der Armee: Osterhaus und Asboths Divisionen bestanden größtenteils aus Immigranten (vor allem Deutschamerikanern), Davis’ und Carrs Verbände setzten sich aus Einheimischen zusammen. Curtis machte Sigel zu seinem Stellvertreter. Die Gliederung der rund 12.100 Mann starken Südwestarmee in vier Divisionen war ein wenig unbeholfen. Curtis hoffte wahrscheinlich, weitere Streitigkeiten wie bei seiner Befehlsübernahme zu verhindern. Sein unmittelbarer Gegner waren Sterling Price und dessen rund 8.000 konföderierte Missourier, die in Springfield ihr Winterlager eingerichtet hatten.
Curtis begann seine Offensive am 10. Februar. Er drängte Price aus Springfield und verfolgte die sich nach Süden zurückziehenden Konföderierten. Ein Versuch Sigels, den Konföderierten den Weg abzuschneiden, scheiterte. Als die Konföderierten sich über das eisige Ozark-Plateau zurückzogen, konnten die Nordstaatler allerdings viele Männer gefangen nehmen, die den Anschluss an ihre Einheiten verloren hatten. Die Nordstaaten marschierten in Arkansas ein, wo Price am 17. Februar ein Rückzugsgefecht ablieferte, unterstützt nun von den Truppen General Benjamin McCullochs. Danach setzten die Konföderierten ihren Rückzug bis Cross Hollows fort. Durch ein Flankenmanöver seiner Kavallerie konnte Curtis sie auch aus dieser Position verdrängen und am 21. Februar Bentonville einnehmen. McCulloch und Price zogen sich in die Boston Mountains zurück.

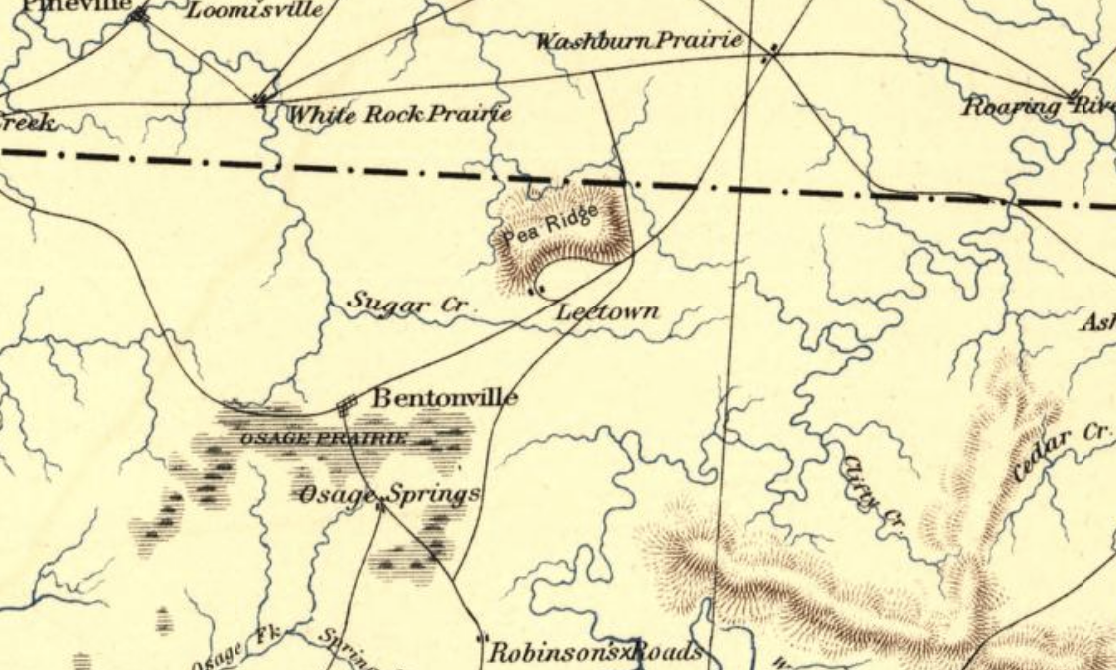
Karte des Operationsgebietes Anfang 1862. Zu sehen sind neben dem Höhenzug Pea Ridge auch der (Little) Sugar Creek und Bentonville.

Curtis setzte seine Verfolgung der Konföderierten nicht weiter fort. Er war mehr als 300 Kilometer von seiner Nachschubbasis in Rolla entfernt, und da er in Springfield und an anderen Orten Garnisonstruppen hatte zurücklassen müssen, war seine Feldarmee nur noch rund 10.500 Mann stark. Halleck konnte ihm jedoch keine weiteren Truppen schicken. Curtis verteilte seine Armee in weitem Bogen, um möglichst viele Nahrungsmittel sammeln zu können. Weiter südlich hatte unterdessen General Earl Van Dorn den Oberbefehl über McCullochs und Prices Truppen übernommen. Zusammen mit einem Kontingent von mit den Konföderierten verbündeten Indianern hatte Van Dorn rund 16.000 Mann zur Verfügung und entschied, Curtis anzugreifen. Sein Ziel war es, die etwas exponiert stehenden zwei Divisionen von Sigel zu überwältigen. Die Falle gelang jedoch nicht, und Sigel und seine Männer zogen sich hinter den Little Sugar Creek zurück, wo Curtis bereits eine andere Division postiert hatte. Auf den Hügeln am Nordufer des Flüsschens legten die Unionssoldaten ein Stellungssystem an.
Van Dorn entschied, Curtis’ Stellung westlich zu umgehen. Dazu wollte er auf einer Nebenstraße um den Höhenzug Pea Ridge marschieren und die für Curtis wichtige Verbindungsstraße Telegraph Road erreichen. Van Dorn begann seinen Marsch am Abend des 6. März, kam jedoch nur langsam voran. Zum einen hatte Curtis geradezu in letzter Minute auf der Nebenstraße Bäume fällen lassen, um sie schwerer passierbar zu machen, zum anderen kostete das Überqueren des eiskalten Little Sugar Creek viel Zeit. Viele der hungrigen und müden Konföderierten konnten das Marschtempo nicht mithalten, und am Morgen des 7. März musste Van Dorn erkennen, dass seine ganze Streitmacht nicht vor Mittag angriffsbereit war. Um den Angriff schneller beginnen zu können, teilte er seine Armee: Prices Division griff wie geplant nach Süden hin auf die Elkhorn Tavern an, McCullochs Division sollte weiter südwestlich angreifen. Die Teilung war riskant, weil beide Armeeflügel durch einen Berg voneinander getrennt wurden. Van Dorn erwartete jedoch, die beiden Flügel wieder vereinen zu können, bevor Curtis reagierte. Curtis wurde jedoch schon bald über die Bewegungen der Konföderierten informiert und schickte sofort Truppen nach Norden, um die Konföderierten aufzuhalten. Osterhaus’ Division traf gegen Mittag bei Leetown auf McCullochs Truppen, und eine Meile weiter östlich stoppte Carrs Division Prices Kolonne. Die beiden Unionsdivisionen waren jedoch zahlenmäßig unterlegen und forderten Unterstützung an. Curtis schickte zuerst Davis’ Division zu Osterhaus und, nachdem er sich vergewissert hatte, dass am Little Sugar Creek keine Gefahr mehr drohte, Asboths Verband zu Carr. Innerhalb eines Tages hatte Curtis die Front seiner Armee um 180 Grad gedreht. Er führte seine Armee an diesem Tag schnell, effizient und mit Geistesgegenwart.

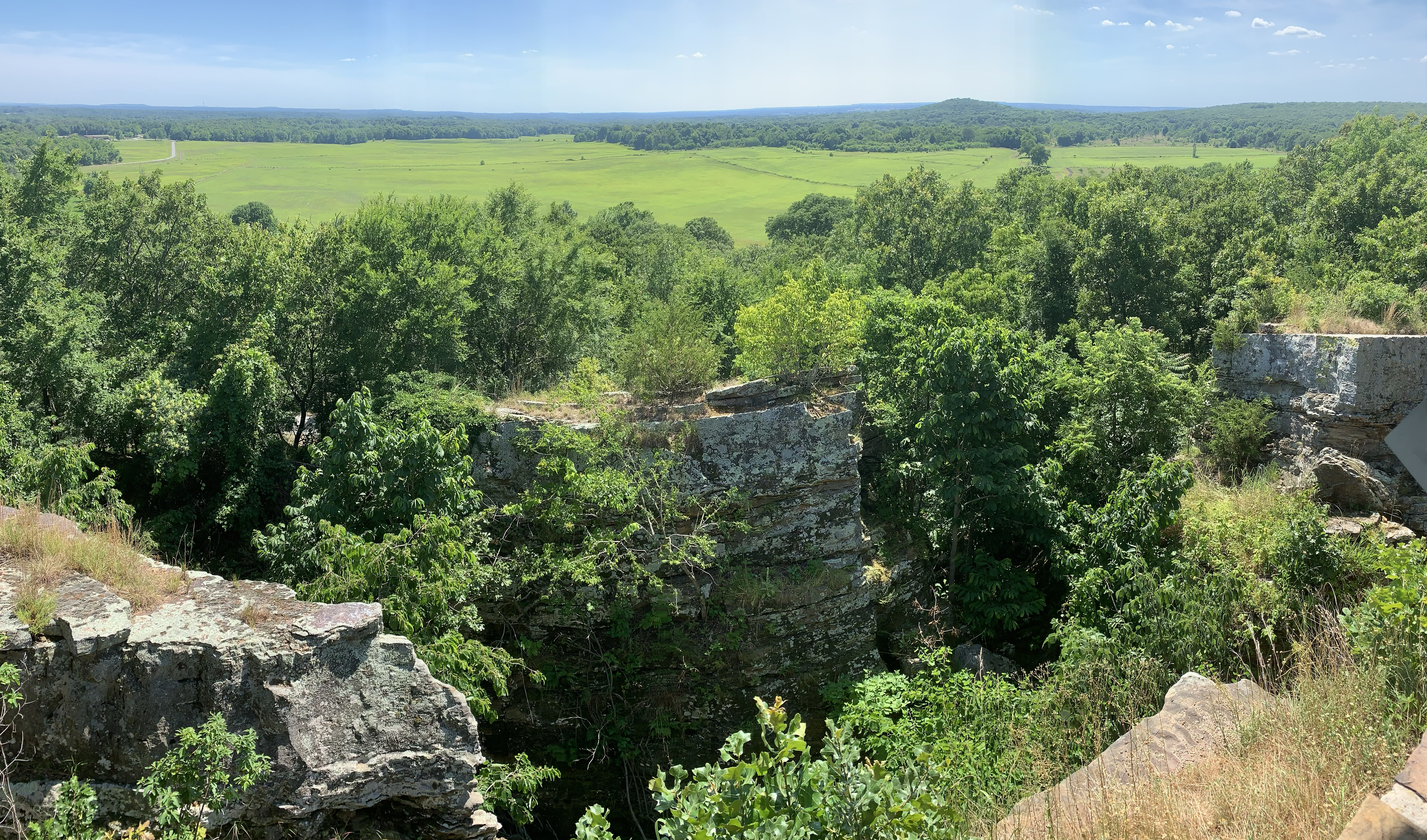
Blick über das Schlachtfeld von Pea Ridge

Davis’ Division ging gegen McCullochs Konföderierte zum Gegenangriff über, wobei zuerst McCulloch und dann sein Stellvertreter James M. McIntosh tödlich getroffen wurden. Der nächsthöhere konföderierte Offizier, Oberst Louis Hébert, wurde gefangen genommen. Die Konföderierten in diesem Abschnitt wurden geschlagen und zogen sich zurück. Weiter östlich hatte Price Carrs Truppen zurückgedrängt, doch bei Einbruch der Nacht konnte Carr eine neue Linie bilden. Curtis verstärkte ihn hier mit seinen drei anderen Divisionen. Am nächsten Tag ließ er seine Armee in Schlachtreihe aufstellen und begann um 8 Uhr mit einer Artilleriekanonade. Das zwei Stunden dauernde Feuer war das bis dato schwerste Artilleriebombardement in der Geschichte Nordamerikas. Curtis hatte dabei großes Glück: Als er sich mit Sigel besprach, schlug eine Granate unter seinem Pferd ein, explodierte jedoch nicht. Gegen 10 Uhr befahl Curtis den Angriff der Infanterie auf breiter Linie. Die Konföderierten konnten der Wucht des Angriffs nichts mehr entgegenhalten: Viele flohen, und Price und Van Dorn mussten das Schlachtfeld räumen. Curtis’ Truppen erbeuteten mehrere Geschütze und weiteres Material. Ihr Sieg hatte sie 1.384 Gefallene, Verwundete und Vermisste gekostet. Die Verluste der Konföderierten sind schwerer zu beziffern. Schätzungen gehen von mindestens 2.000 Mann aus. Curtis’ Sieg beendete alle Ambitionen der Konföderierten, Missouri erobern zu können. Der umkämpfte Staat, in dem Tausende von Bewohnern mit den Konföderierten sympathisierten, erlebte in den folgenden Jahren einen blutigen Guerillakrieg.

#### Feldzüge in Arkansas
In Anerkennung seines Sieges wurde Curtis am 21. März 1862 zum Generalmajor des Freiwilligenheeres befördert. Seine Armee konnte sich ein wenig ausruhen, litt jedoch unter schlechter Versorgungslage. Es fehlte insbesondere an Munition und Pferden. in diesem Zusammenhang kam es auch zu einem Streit zwischen Curtis und seinem Logistikoffizier Sheridan, und Curtis entließ Sheridan kurzerhand. Curtis störte sich außerdem an Zeitungsberichten im Norden, die Sigel den Löwenanteil am Sieg bei Pea Ridge zusprachen. Dies wurde erst durch die Veröffentlichung von Curtis’ offiziellem Bericht zur Schlacht richtiggestellt. Als die Nordstaatler acht gefallene Soldaten fanden, die offenbar von den konföderierten Indianern skalpiert worden waren, schickte Curtis eine Protestnote an Van Dorn. Am 27. März erfuhr er außerdem, dass seine zwanzigjährige Tochter Sadie an Typhus verstorben war. Die Nachricht war ein schwerer Schlag für ihn, zumal ihm kurz darauf auch klar wurde, dass er aufgrund seiner Pflichten nicht zu Sadies Beerdigung fahren konnte. Er zog sich lange und oft allein in sein Zelt zurück und schrieb einen Monat lang nicht mehr in sein Tagebuch. Zeitweise zweifelte er, ob er noch in der Lage war, seine Armee zu führen, sah jedoch niemanden mit genügend Erfahrung und Ausbildung, dem er sie anvertrauen hätte können.
Curtis’ Sieg bei Pea Ridge war nicht der einzige Erfolg der Nordstaaten im Frühjahr 1862: Fast zur gleichen Zeit brach infolge der Niederlagen bei Mill Springs, Fort Henry und Fort Donelson auch die konföderierte Position in Tennessee und Kentucky zusammen. Der konföderierte Befehlshaber westlich der Appalachen, General Albert Sidney Johnston, zog deswegen seine Verbände bei Corinth zusammen und beorderte zur Unterstützung auch Van Dorns Truppen auf die östliche Seite des Mississippi. Curtis bemerkte, dass Van Dorn nach Osten marschierte, und folgte ihm, um zwischen den Konföderierten und Missouri zu bleiben. In drei Wochen marschierte seine Armee dadurch mehr als 200 Kilometer und erreichte Ende April West Plains in Südmissouri. Eine Woche später besetzte die Südwestarmee Batesville, die wichtigste Stadt in Nordostarkansas. Curtis, der wochenlang in einem spartanischen Zelt geschlafen hatte, richtete sein Hauptquartier hier in einem Stadthaus ein. Seine Armee blieb rund zwei Monate in der Stadt, und in dieser Zeit rief er eine unionistische Zeitung ins Leben und begann, loyale Bürger für das 1. Arkansas-Freiwilligenregiment zu rekrutieren. Die Armee wurde durch 3.000 Mann unter General Frederick Steele verstärkt, und Halleck wollte sie gegen Memphis operieren lassen. Dies erwies sich jedoch aufgrund der Geographie als nicht praktikabel. Stattdessen musste Curtis die Hälfte seiner Infanterie an General Grant in Corinth abgeben. Der Rest der Südwestarmee – drei Divisionen unter Steele, Carr und Osterhaus – sollte Little Rock einnehmen.

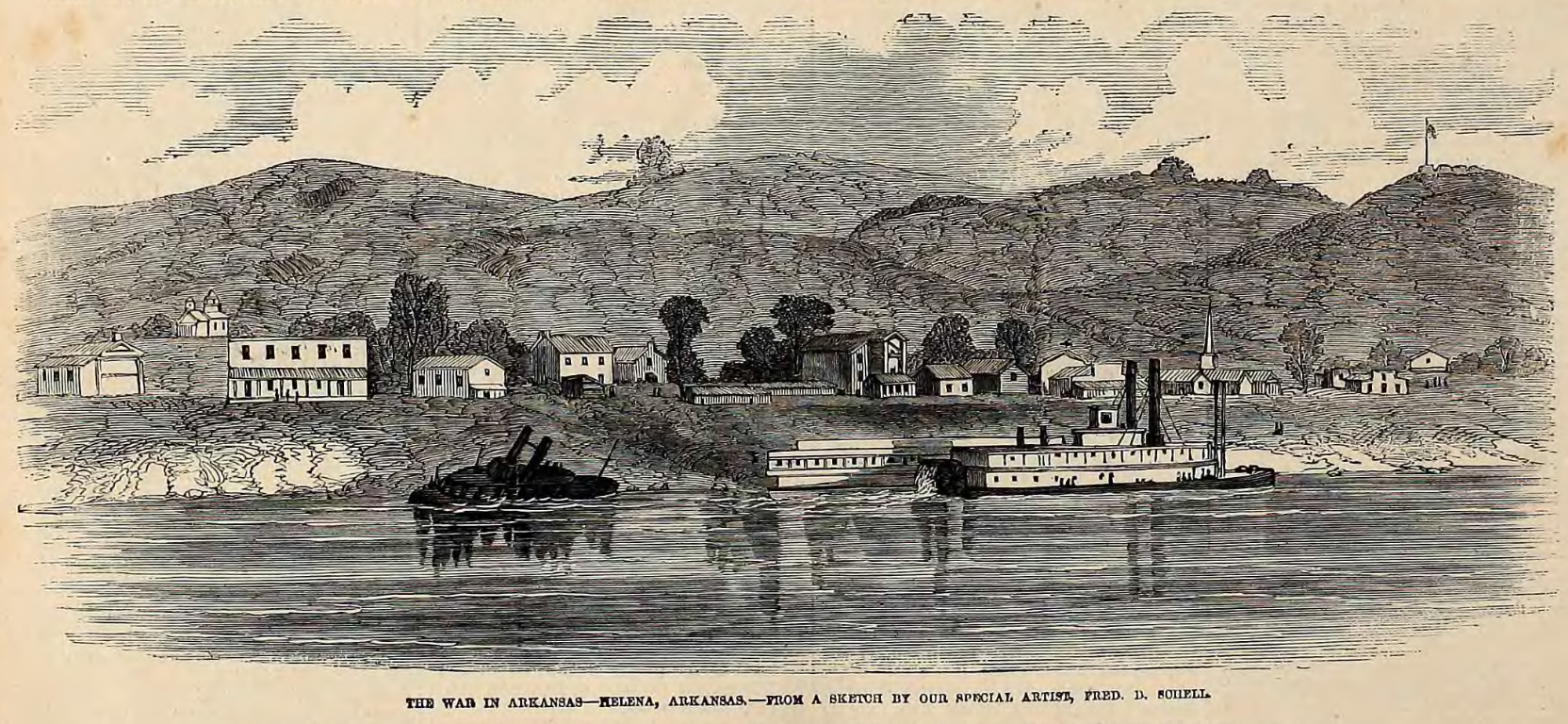
Darstellung von Helena, Arkansas, aus dem Jahr 1863. Curtis’ Südwestarmee besetzte die Stadt im Juli 1862. In der Folge wurde sie eine wichtige Unionsbasis am Mississippi und Zufluchtsort für zahlreiche geflohene Sklaven.

Little Rock war zu diesem Zeitpunkt nur schwach verteidigt, aber die Nachschubsituation war schwierig: Flüsse schwollen aufgrund des Frühjahrswetters an und wurden unpassierbar, und die Südstaatler verbrannten außerdem Brücken. Ende Mai ernannten die Konföderierten mit Thomas Carmichael Hindman außerdem einen neuen Oberkommandeur, der sich mit großer Energie daran machte, eine neue Armee aufzustellen. Hindman beschäftigte Curtis mit zahlreichen lokalen Attacken und weckte den Eindruck einer größeren Streitmacht. Curtis und seine Männer waren nach fünf Monaten im Feld erschöpft, und ihre Nachschublinie erstreckte sich inzwischen über mehr als 500 Kilometer. Ende Mai gab er den Vorstoß auf Little Rock auf und zog sich nach Batesville zurück. Hier entschied Curtis Ende Juni, seine Nachschublinie aufzugeben und stattdessen den White River hinab in Richtung Mississippi zu marschieren. Curtis’ Truppen verpflegten sich die nächsten zwei Wochen, indem sie Nahrungsmittel im Umland requirierten – ein Novum für Unionstruppen. Am 7. Juli wehrten sie einen unbeholfenen konföderierten Angriff ab, und am 12. Juli erreichten sie Helena am Mississippi, wo sie von der Marine versorgt werden konnten. In den drei Monaten seit Pea Ridge hatten Curtis und seine Männer rund 800 Kilometer zurückgelegt. Sein Feldzug hatte Missouri für die Union gesichert, die Hälfte von Arkansas erobert und das strategische Gleichgewicht im Mississippital geändert.
Bereits auf dem Weg nach Helena hatte Curtis begonnen, Sklaven zu befreien. Zwar gab es hierfür bis Mitte Juli 1862 keine gesetzliche Grundlage, Curtis ließ aber schlichtweg Druckerpressen beschlagnahmen und druckte hierauf „Befreiungspapiere“ aus. Tausende Männer, Frauen und Kinder folgten seiner Armee. Curtis war vor dem Krieg kein radikaler Abolitionist gewesen, sondern hatte sich nur gegen die Ausweitung der Sklaverei ausgesprochen. Während des Krieges scheint sich seine Haltung aber verschärft zu haben. Curtis gab den Sklavenhaltern die Schuld am Krieg, und die Wegnahme der Sklaven war ein Weg, um sie zu bestrafen. Diese Politik setzte er in Helena fort. Um die Mengen an entflohenen Sklaven zu beschäftigten, ermutigte er seine Offiziere, die Befreiten als Näherinnen, Wäscherinnen, Wagenlenker, Köche und für andere Arbeiten anzustellen und setzte sie gegen Bezahlung und Verpflegung beim Festungsbau ein. Konservative Offiziere wie Frederick Steele waren über Curtis’ Maßnahmen nicht erfreut. Curtis konnte sich jedoch durch Lincolns Zweites Konfiskationsgesetz und später die Emanzipationserklärung bestätigt sehen. Neben befreiten Sklaven zog Helena auch viele Baumwollhändler an, und es kam zu zahlreichen Betrugs- und Diebstahlsfällen. Curtis entschied schließlich, dass Baumwollhändler nur mit einer von ihm ausgestellten Lizenz ihrer Arbeit nachgehen konnten. In diesem Zusammenhang getätigte Äußerungen von Curtis in seinen Briefen zeigen, dass auch er dem Alltags-Antisemitismus seiner Zeit anhing.

#### Befehlshaber des Wehrbereichs Missouri

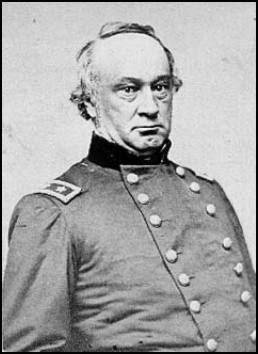
Henry W. Halleck und Curtis stritten sich oft darüber, ob Curtis genug Truppen für den Feldzug gegen Vicksburg abstellte.

Im Juli 1862 beschloss der Kongress den Bau einer transkontinentalen Eisenbahnlinie. Curtis, der lange dafür gearbeitet hatte, wurde zum Mitglied einer Kommission ernannt, die in Chicago erste Vorarbeiten leisten sollte. Er erhielt 60 Tage Fronturlaub, die er neben der Kommissionsarbeit auch nutzen konnte, um Familie und Freunde zu treffen, sich von den gesundheitlichen Strapazen des Feldzuges zu erholen und sich in Keokuk um seine Geschäftangelegenheiten zu kümmern. Sein Urlaub wurde jedoch vorzeitig beendet. General Halleck – inzwischen Oberbefehlshaber des gesamten Heeres – beorderte ihn am 22. September nach St. Louis, um dort den Befehl über den Wehrbereich Missouri (Department of the Missouri) zu übernehmen. Curtis’ neues Kommando war der größte Wehrbereich des Unionsheeres. Er umfasste Missouri, Colorado, Nebraska, Kansas, das Indianerterritorium, einen Teil von Illinois und die eroberten Gebiete in Arkansas. Das Gebiet war in verschiedene Distrikte eingeteilt, und Mitte November zählten diese insgesamt 62.535 Soldaten und 137 Geschütze. Curtis führte diese Truppen jedoch nicht im Feld. Wahrscheinlich auch aufgrund seiner noch immer angeschlagenen Gesundheit blieb er in seinem Hauptquartier in St. Louis und führte die militärischen Operationen des Wehrbereichs mithilfe des Telegrafen. Auch so war die Führung eines Wehrbereichs jedoch harte Arbeit, zumal auch viele von Curtis’ Stabsoffizieren wegen Krankheit ausfielen.
Im Spätsommer und Herbst konnten Curtis’ Untergebene James G. Blunt und John McAllister Schofield einen Vorstoß der Konföderierten nach Südmissouri abwehren. Ende Oktober zogen sich die Konföderierten wieder hinter die Boston Mountains zurück, und die Nordstaatler besetzten Fayetteville in Nordarkansas. Curtis wurde während dieser Zeit von Halleck unter Druck gesetzt, Truppen für den Feldzug gegen Vicksburg abzugeben. Aus diesem Grund, aufgrund der angespannten Nachschubsituation und aufgrund falscher Meldungen eines konföderierten Vorstoßes auf Springfield rief Curtis General Schofield mit zwei seiner drei Divisionen nach Springfield zurück. Er plante, die beiden Divisionen nach Helena zu schicken, um sie dort an der Offensive gegen Vicksburg teilnehmen zu lassen. Die Konföderierten bemerkten diesen Abzug jedoch und marschierten gegen die in Arkansas verbliebene und nun isolierte Unionsdivision von General Blunt. Curtis schickte die beiden Divisionen wieder zurück, die von ihrem Kommandeur Francis J. Herron zu einem Eilmarsch angetrieben wurden und in drei Tagen fast 180 Kilometer zurücklegten. Das Ergebnis dieser Bewegungen war die Schlacht bei Prairie Grove, die mit einer Niederlage der Konföderierten und ihrem Rückzug endete. Die fehlgeschlagene Offensive bedeutete für die Konföderierten den dauerhaften Verlust von Nordwestarkansas und des nördlichen Indianerterritoriums. Zwar gab es auch in Zukunft Kavallerie-Raids und Guerillaaktionen bis nach Missouri, doch die Konföderierten waren danach nie mehr in der Lage, das Gebiet militärisch zu kontrollieren. Der Feldzug nach Prairie Grove war auch die letzte groß angelegte operative Offensive der Südstaaten westlich des Mississippi.
Dies bedeutete allerdings nicht, dass in Missouri Ruhe einkehrte. Missouri hatte von allen in der Union verbliebenen Staaten die größte Anzahl sezessionistisch eingestellter Einwohner. Während einige von ihnen in Prices konföderierten Verbänden dienten, waren andere zurückgeblieben – als Guerilla-Kämpfer, als Helfer von Guerilla-Kämpfern oder einfach als Einwohner von zweifelhafter Loyalität. Ende 1862 war Südostmissouri stark von Guerilla-Aktivitäten betroffen, unterstützt von einem Einfall konföderierter Kavallerie. Curtis verfolgte die Guerillas mit Härte, hatte aber das Problem, dass Oberbefehlshaber Halleck den Wehrbereich Missouri vor allem als Kräftereservoir für Operationen gegen Vicksburg sah. Während seiner acht Monate als Wehrbereichskommandeur sandte Curtis Tausende von Soldaten nach Vicksburg. Trotzdem wurde er regelmäßig von Halleck kritisiert und ermahnt, mehr Truppen zu schicken. Das Verhältnis der beiden Männer trübte sich deswegen merklich ein. Curtis war außerdem enttäuscht, dass er nicht selbst eine aktive Rolle bei der Eroberung der Festungsstadt am Mississippi spielen durfte.

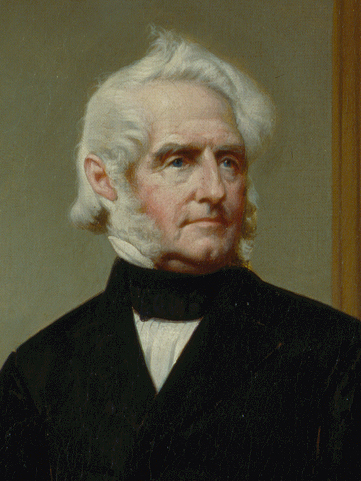
Missouris Gouverneur Hamilton R. Gamble und Curtis gehörten politisch entgegengesetzten Lagern an. Ihr Zwist führte schließlich zu Curtis’ Ablösung.

Curtis’ größte Probleme waren jedoch politischer Natur. Missouris Gouverneur Hamilton Rowan Gamble war ein konservativer Unionist, der zwar die Sezession ablehnte, aber auch gegen die Abschaffung der Sklaverei war und die Präsenz von Bundestruppen in Missouri nach Möglichkeit reduziert sehen wollte. Curtis dagegen hatte sich zunehmend dem Lager der Radikalen Republikaner angenähert und stand damit in Opposition zu Gamble. Die beiden stritten unter anderem, als Curtis unter Anwendung des Kriegsrechts einen Presbyterianischen Priester aus Missouri verbannte, weil er sich Curtis’ Meinung nach zu sehr für die Konföderierten geäußert hatte. Auf Anraten Lincolns nahm Curtis diese Maßnahme wieder zurück. Ein anderer Streitpunkt zwischen Gouverneur und Wehrbereichsbefehlshaber war der Umgang mit befreiten Sklaven, die von Helena aus den Weg nach Missouri machten. Gamble wollte sie nach Möglichkeit nicht in seinem Staat haben, während Curtis beweisen wollte, dass die befreiten Sklaven sich in die freie Gesellschaft integrieren konnten, wenn man sie dabei unterstützte. Curtis wurde außerdem Opfer einer politischen Kampagne, die ihm vorwarf, sich während seiner Zeit in Helena bei der Verteilung von Handeslizenzen für Baumwolle bereichert zu haben. Konservative Politiker und Generäle wie John S. Phelps, Frederick Steele, Eugene Carr und auch Gouverneur Gamble verbreiteten entsprechende Gerüchte und forderten Curtis’ Ablösung. Die Armee setzte schließlich einen Untersuchungsausschuss ein. Die dort gemachten Aussagen waren offiziell vertraulich, sickerten jedoch regelmäßig an die Presse durch. Erst im Sommer 1863 konnte Curtis, der jegliche Bereicherung kategorisch leugnete, zur politischen Gegenoffensive übergehen, und seine Unterstützer sandten zahlreiche Stellungnahmen an das Kriegsministerium. Curtis blieb dabei nach außen hin ruhig, war jedoch innerlich zutiefst erbost über die Behandlung, die ihm zuteilwurde. Erst der Abschlussbericht des Ausschusses rehabilitierte ihn. Zwar wurde er für schlampige Buchführung und unaufmerksame Verwaltung kritisiert, der Ausschuss sah jedoch keine Hinweise auf illegale Machenschaften. Ein kurzzeitig im Raum stehendes Kriegsgerichtsverfahren verlief ebenso im Sande.

#### Ablösung und neue Aufgabe
Lincoln war das zerrüttete Verhältnis zwischen Curtis und Gamble jedoch nicht entgangen. Um die weitere Enzweiung der beiden unionistischen Lager in Missouri zu verhindern, musste er handeln, und, wie er später erklärte, „da ich Gouverneur Gamble nicht absetzen konnte, musste ich General Curtis absetzen.“ Im März 1863 sollte mit Edwin Vose Sumner ein konservativerer Offizier den Befehl über den Wehrbereich Missouri übernehmen. Sumner starb jedoch, bevor er im Westen ankam. Curtis wurde deswegen erst im Mai und dann durch John McAllister Schofield ersetzt, einen konservativen Demokraten, der sich gut mit Gouverneur Gamble verstand. Curtis ging zurück nach Keokuk. Während er dort auf neue Befehle wartete, ruhte er sich aus, ging seinen Geschäften nach und kümmerte sich um seinen Garten und sein Anwesen.

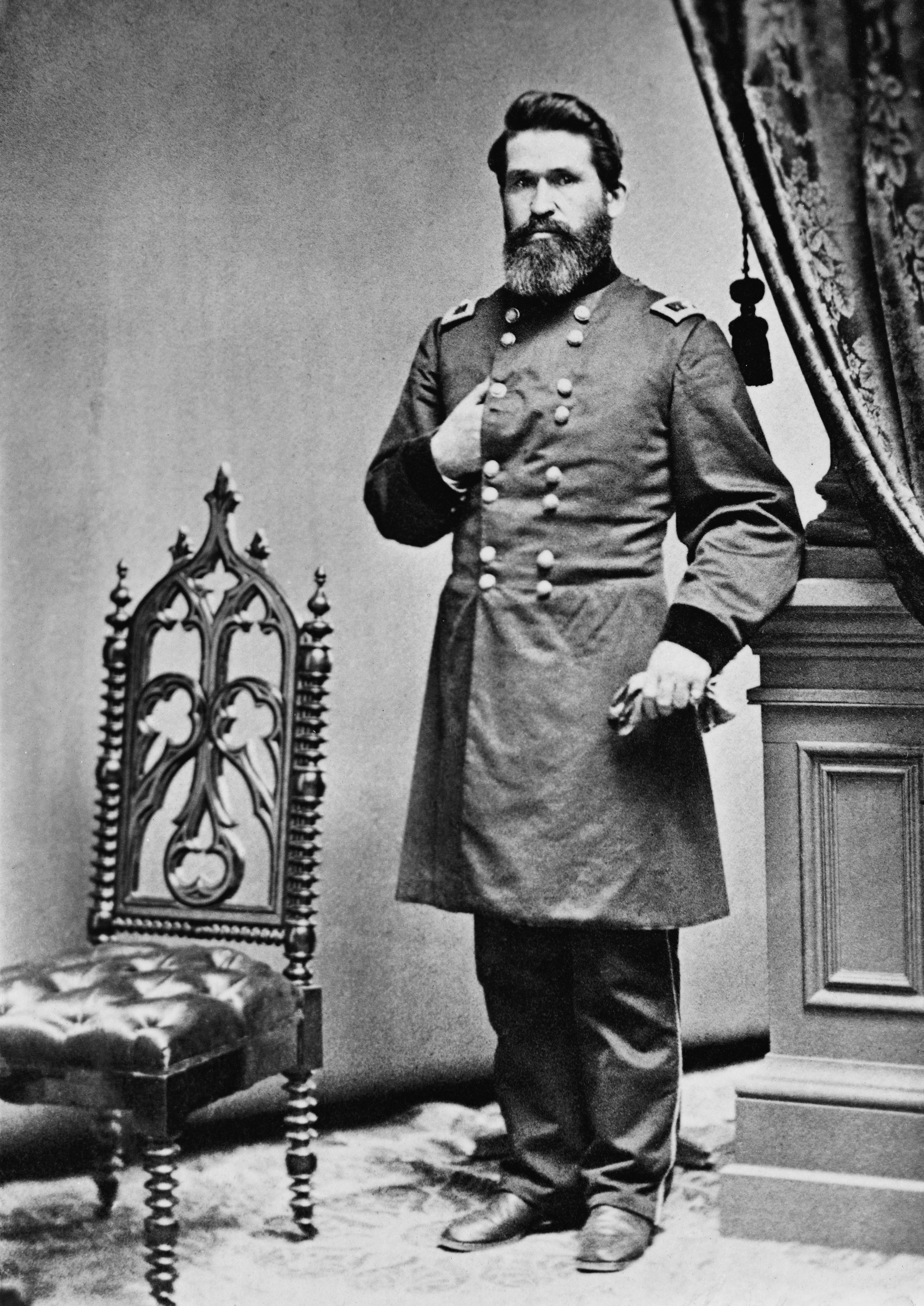
General James G. Blunt. Curtis’ Sohn Henry diente in 1863 in seinem Stab und wurde bei einem Guerillaüberfall ermordet.

Curtis’ Sohn Henry Zarah Curtis diente als Major im Stab von General Blunt. Im Oktober 1863 begleitete er seinen Vorgesetzten auf dem Weg von Fort Scott nach Arkansas. Bei Baxter Springs wurde Blunt samt Stab und Eskorte von William Clarke Quantrill und seiner Partisanenbande überrascht. Blunt und wenige andere konnte entkommen, der Großteil der Nordstaatler fiel jedoch Quantrills Schergen zum Opfer. Die Partisanen richteten verwundete oder gefangengenommene Unionssoldaten per Kopfschuss hin und feuerten auf sich ergebende Gegner. Zu den solcherart Ermordeten gehörte auch Henry Curtis: Als er zur Aufgabe seinen Revolver übergeben wollte, erschoss ihn einer von Quantrills Leuten. Insgesamt 82 Männer starben im Massaker von Baxter Springs, darunter mehrere Zivillisten. Henry hinterließ seine Frau, die im sechsten Monat schwanger war. Sein Tod war der nächste Schicksalsschlag für Curtis und seine Frau Belinda. Von ihren insgesamt sieben Kindern waren nun nur noch zwei am Leben. Später benannte Curtis Fort Zarah (im Barton County, Kansas) nach seinem Sohn.
Am 1. Januar 1864 erhielt Curtis ein neues Kommando. Das Kriegsministerium übertrug ihm den Befehl über den neugeschaffenen Wehrbereich Kansas (Department of Kansas). Dieser umfasste neben dem namensgebenden Staat die Territorien Nebraska und Colorado, das Indianerterritorium sowie Fort Smith in Arkansas. Rund 10.000 Soldaten dienten in dem neuen Wehrbereich, aufgeteilt auf vier Distrikte. Ihre Aufgabe war es, das Gebiet des Wehrbereichs gegen reguläre konföderierte Einheiten, Partisanen und Indianerüberfälle zu schützen. Es war somit ein ruhigeres, wenig Aufsehen erregendes Kommando, was Curtis aber nach seinen anstrengenden Aufgaben zu Kriegsbeginn wahrscheinlich entgegenkam. Kansas war außerdem eine Hochburg der Republikaner, sodass er hier deutlich willkommener war als zuvor in Missouri. In den folgenden Monaten wurde Curtis’ Verantwortungsbereich weiter reduziert, als Fort Smith und das Indianerterritorium an den benachbarten Wehrbereich Arkansas gingen. Im April 1864 befehligte Curtis dadurch nur noch knapp 5.000 Soldaten. Im gleichen Monat erhielt er Urlaub, um sich in Keokuk um Belinda zu kümmern, die an einer Lungenentzündung erkrankt war. Im Juli zogen Belinda, Tochter Caddie und Henrys Witwe Julia zu ihm nach Fort Leavenworth. Curtis fand sogar neben seinen militärischen Pflichten die Zeit, sich um seine Geschäfte und Investitionen zu kümmern. Dank seines Verdienstes als Generalmajor konnte er außerdem seine Schulden größtenteils tilgen.
Mit dem Sommer nahm die Guerillaaktivität zu. Im Juli sandte Curtis Truppen ins benachbarte Missouri, um dort eine größere Guerillabande niederzuschlagen. Danach wurde sein Augenmerk verstärkt auf die Great Plains gelenkt, wo es zu zahlreichen Angriffen durch mehrere Indianerstämme kam. Curtis führte Ende Juli eine Kolonne nach Great Bend. Er rief seine Männer auf, indianischen Frauen und Kindern keinen Schaden zuzufügen, doch es kam ohnehin zu keinem Kampf: Die Indianer zogen sich kampflos zurück. Um Westkansas besser zu schützen, schuf Curtis ein neues Distrikt und unterstellte es dem Befehl von General Blunt. Im August musste er dann nach Nebraska, wo die Sioux und verbündete Indianer vermehrt Siedler und Reisende überfielen. Auch hier kam es allerdings nicht zu Kampfhandlungen.

#### Westport

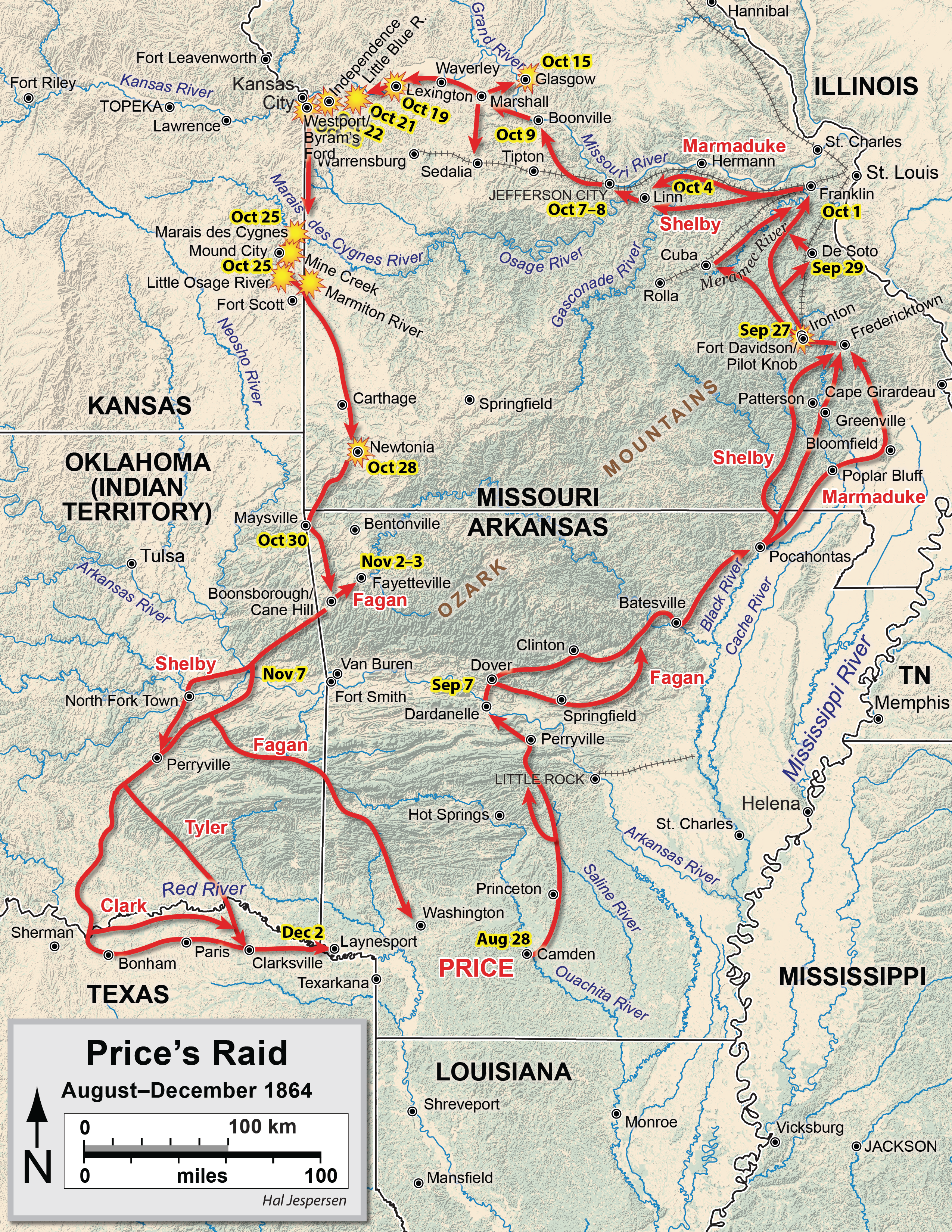
Verlauf von Prices Raid durch Missouri

Im Sommer 1864 zogen die Nordstaaten große Teile der westlich des Mississippi stationierten Truppen ab, um damit die Armeen der Generäle Sherman und Grant östlich des Mississippi zu verstärken. Damit ging die Initiative auf diesem Kriegsschauplatz wieder auf die Konföderierten über. Der konföderierte General Sterling Price wollte dies für einen Kavallerie-Raid nach Missouri nutzen. Price versprach sich davon nicht nur neue Rekruten für seine Verbände, sondern hoffte auch, dass ein erfolgreicher Raid die Union vielleicht zwingen würde, Truppen aus dem Osten zurückzuverlegen. Die Konföderierten hofften außerdem, dass ein Erfolg Lincoln bei der anstehenden Präsidentschaftswahl Stimmen kosten würde. Price befehligte drei Kavalleriedivisionen mit insgesamt 14.000 Mann, von denen allerdings 4.000 noch keine Waffen besaßen. Er umging die Unionstruppen von General Steele in Arkansas und marschierte am 19. September in Missouri ein.
William Starke Rosecrans, zu diesem Zeitpunkt Unionskommandeur in Missouri, warnte Curtis, dass Price möglicherweise auch in Kansas einmarschieren wollte. Curtis riet daraufhin Gouverneur Thomas Carney, die Kansas-Miliz in Bereitschaft zu halten. Carney war jedoch nicht von einer Bedrohung Kansas’ überzeugt. Im Herbst standen außerdem Wahlen in Kansas an, und Carney glaubte an eine Intrige seines Parteirivalen James Henry Lane: Er befürchtete, dass Lane die Milizionäre nach Missouri schicken wollte, um sie dadurch von der Wahl abzuhalten. Unterdessen ritt Price durch Ost-Missouri und zielte auf St. Louis. Rosecrans hatte seine Truppen jedoch in den strategisch wichtigen Orten Missouris konzentriert, und schreckte Price damit sowohl von einem Angriff auf St. Louis als auch auf Jefferson City ab. Von Jefferson City drehten die Konföderierten nach Nordwesten ab und ritten auf die Grenze Missouri-Kansas zu. Entlang des Missouri River war die Bevölkerung den Südstaatlern freundlich gesinnt, und mehrere Tausend Männer meldeten sich freiwillig. Price’ neues Ziel war Kansas City, von wo aus er in Kansas einmarschieren und Fort Leavenworth und Fort Scott erobern wollte. Rosecrans schickte ihm seine Kavalleriedivision unter General Alfred Pleasonton hinterher. Pleasonton sollte Price' Vormarsch verzögern, sodass Curtis und Rosecrans mehr Truppen in Price' Front und Rücken zusammenziehen konnten.

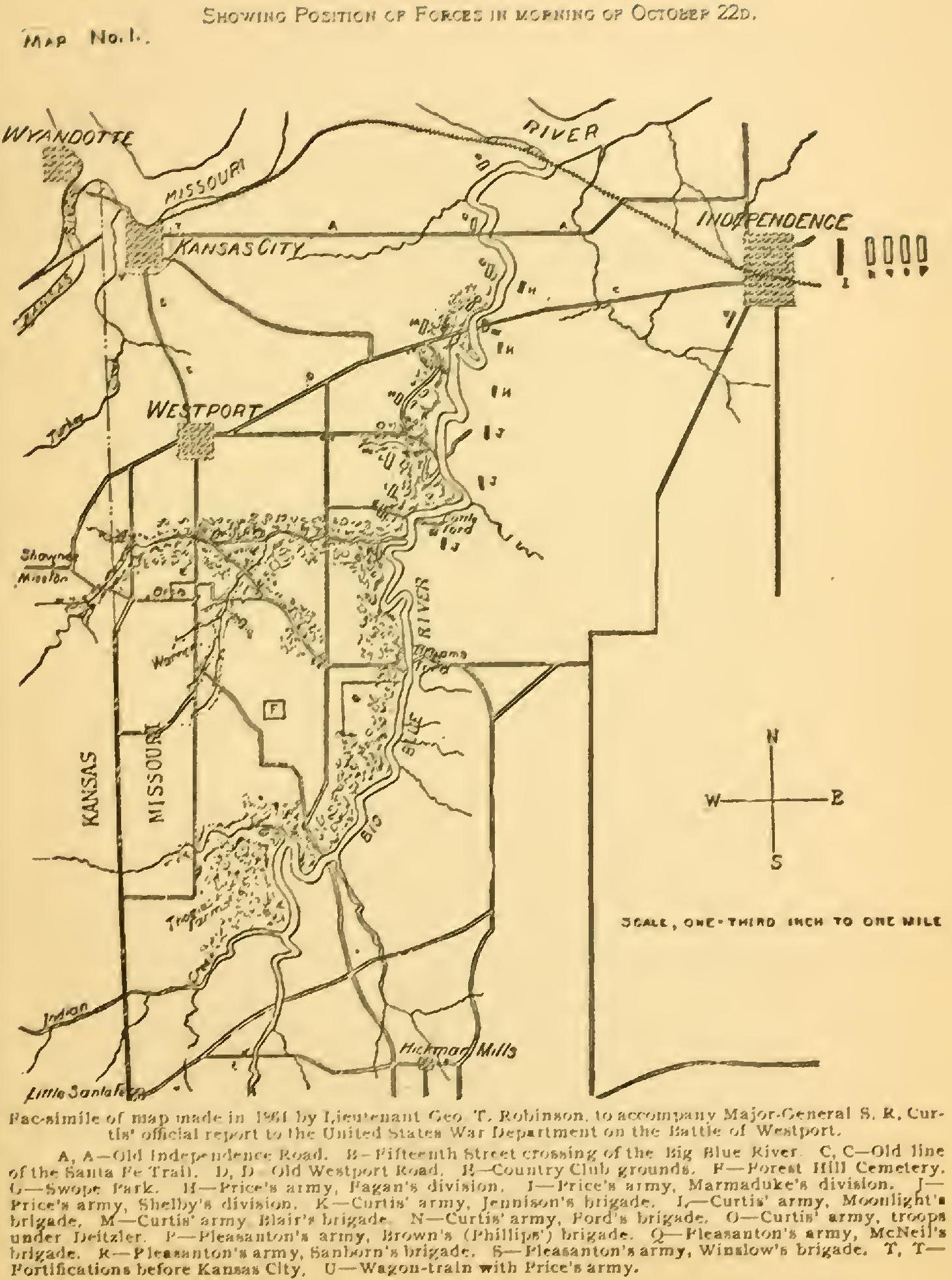
Karte des Schlachtfeldes von Westport. Curtis erste Linie verlief entlang des mittig eingezeichneten Big Blue River.

Curtis hatte unterdessen seine Verbände gesammelt. Am 9. Oktober erfuhr er aber zu seiner Überraschung, dass Carney die Kansas-Miliz noch immer nicht mobilisiert hatte. Erst als Rosecrans die von Price ausgehende Gefahr bestätigte, handelte der Gouverneur. Die hastig einberufene Kansas-Miliz bildete den Großteil von Curtis’ Streitmacht. Da er unter gesundheitlichen Problem litt, rief er General Blunt zu seiner Unterstützung und unterstellte ihm eine größtenteils aus Kavallerie bestehende Division. Die Infanterie der Kansas-Miliz bildete eine zweite Division unter dem Befehl von Brigadegeneral George W. Dietzler. Insgesamt konnte Curtis zwischen 16.000 und 18.000 Mann im Grenzgebiet von Missouri und Kansas zusammenziehen. Er gab seiner Feldarmee den Namen „Grenz-Armee“ (Army of the Border). Blunt marschierte nach Missouri und scharmützelte am 19. Oktober bei Lexington mit Prices Männern. Aufgrund seiner zahlenmäßigen Unterlegenheit konnte er den Vormarsch der Konföderierten lediglich verzögern. Er riet Curtis, den Little Blue River als Verteidigungslinie zu nutzen. Die Kansas-Miliz weigerte sich jedoch, so weit nach Missouri vorzurücken. Curtis konnte die Milizionäre aber wenigstens davon überzeugen, bis an den näher an der Staatsgrenze gelegenen Big Blue River zu marschieren. Dort gruben sich die Milizionäre ein. Verstärkt durch Blunt blockierte die Grenzarmee den direkten Weg nach Kansas City. Curtis hoffte, die Konföderierten zwischen seinen Truppen im Westen und den von Osten heranrückenden Truppen Pleasontons vernichten zu können. Letztere waren inzwischen nur noch wenige Kilometer vom Little Blue River entfernt.
Am 22. Oktober griffen die Konföderierten vor allem Curtis’ rechten (südlichen) Flügel an und versuchten, den Übergang über den Big Blue zu erzwingen. Nach einigen erfolglosen Versuchen fanden sie eine unbewachte Furt und konnten dadurch den rechten Unionsflügel aus den Angeln heben. Die Unionssoldaten strömten nach Norden in Richtung Kansas City zurück. Blunts Kavallerie gelang es jedoch mittels mehrerer Gegenangriffe, den Vormarsch der Konföderierten aufzuhalten und südlich des Dorfes Westport an einem kleinen Flüsschen eine neue Linie zu bilden. Statt nach Osten verlief die Unionsfront nun nach Süden, deckte aber weiter Kansas City. Pleasonton hatte unterdessen die Verfolgung fortgesetzt, Price' Nachhut besiegt, dabei 400 Gefangene gemacht und seinerseits fast den Big Blue River erreicht. Aufgrund seiner Position zwischen zwei Unionsarmeen entschied Price, seinen Vorstoß auf Kansas City abzubrechen und stattdessen nach Südwesten zu marschieren. Während sein mit Plündergut voll geladener Wagenzug sich auf den Weg in Richtung Fort Scott machte, sollte eine seiner Divisionen Pleasonton am Big Blue River aufhalten. Den anderen beiden befahl er, Curtis nochmals anzugreifen. Dabei ist aber unklar, ob Price wirklich hoffte, Curtis’ Grenzarmee zerschlagen zu können, oder ob sein Angriff lediglich dem Schutz des eigenen Wagenzuges diente. Curtis erfuhr durch Gefangene und Deserteure vom Abmarsch des konföderierten Wagenzuges. In der Nacht auf den 23. Oktober entschied er deswegen seinerseits, am nächsten Tag anzugreifen.

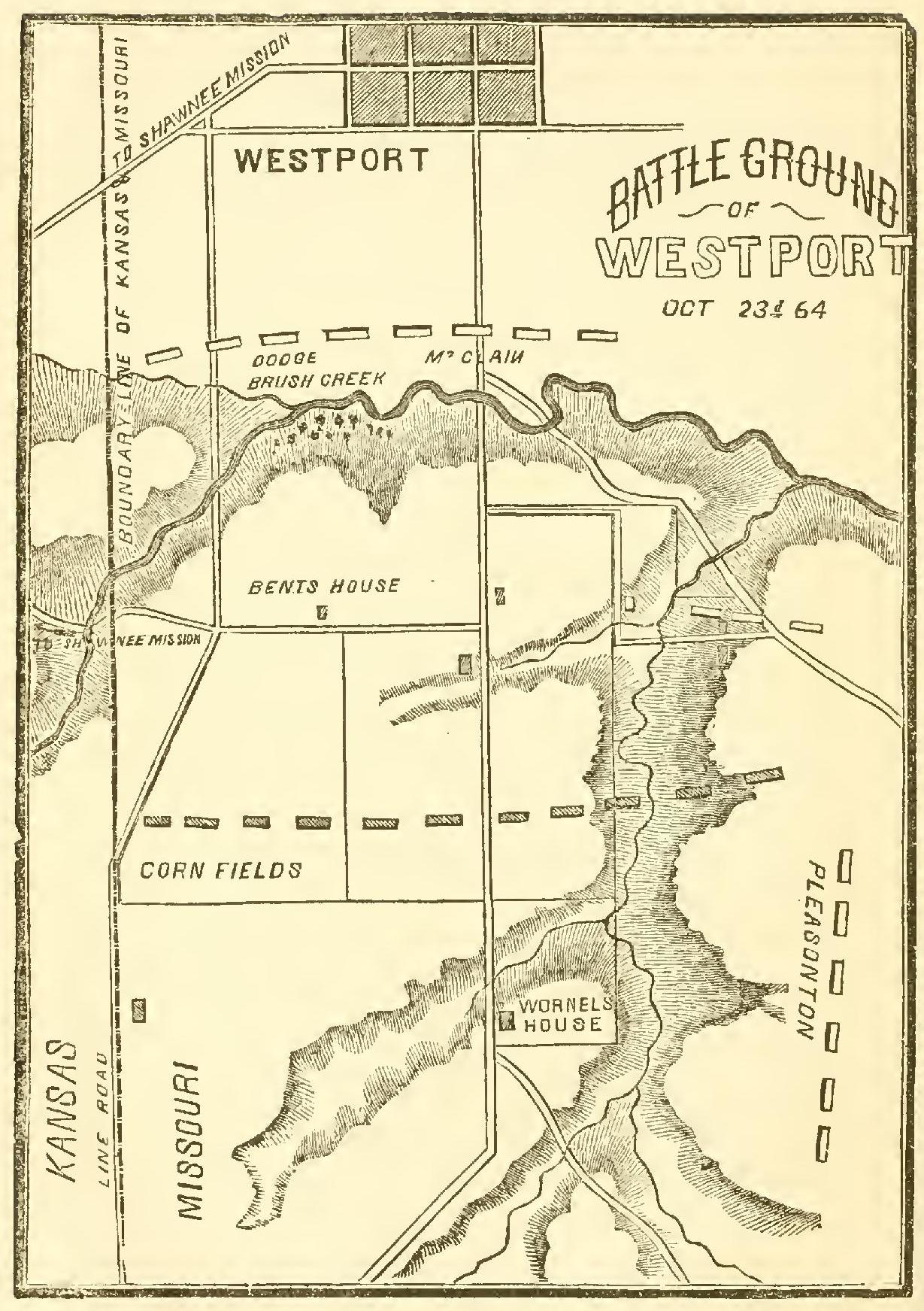
Karte der Schlacht von Westport

Die daraus resultierende Schlacht von Westport begann am Morgen des 23. mit dem Angriff von Blunts Kavalleriedivision auf die konföderierten Divisionen von Joseph Shelby und James Fagan südlich von Brush Creek. Blunts Division wurde zurückgedrängt und musste sich um 9:30 Uhr wieder auf die Nordseite von Brush Creek zurückziehen, wo inzwischen Dietzlers Milizdivision eingetroffen war. Die Konföderierten konnten ihren Vormarsch jedoch aufgrund von Munitionsmangel nicht fortsetzen und nahmen ihrerseits eine defensive Stellung auf erhöhtem Gelände südlich des Flüsschens ein. Curtis ließ die Konföderierten unter Artilleriefeuer nehmen und organisierte mit seinen Divisionskommandeuren einen zweiten Angriff. Dieser begann um 11:00 Uhr, scheiterte jedoch ebenfalls. Curtis erhielt unerwartete Hilfestellung von George Thoman, einem Farmer aus der Gegend, den die Konföderierten bestohlen hatten. Thoman führte Curtis und eine verstärkte Geschützbatterie auf einem schmalen, unbewachten Pfad hinter die linke Flanke der Konföderierten. Von ihrer Position dort konnten die Nordstaatler linke Flanke und Rücken der Konföderierten unter Artilleriefeuer nehmen, und Blunt nahm gleichzeitig seinen Angriff wieder auf. Die Konföderierten mussten ihre Stellung südlich von Brush Creek aufgeben und bildeten weiter südlich eine neue Linie.
Curtis massierte nun seine 30 Geschütze starke Artillerie. Ihr konzentriertes Feuer zerschlug die schwache konföderierte Artillerie und machte den Weg für einen erneuten Angriff frei. Seine Truppen drängten Shelbys Konföderierte weiter nach Süden. Kampflärm war außerdem von Südosten her zu hören, wo es Pleasonton gegen 12 Uhr gelang, Price' rechten Flügel zum Rückzug zu zwingen. Die Konföderierten sahen sich einer immer enger werdenden Zange von Unionstruppen im Norden und Osten entgegen und mussten außerdem ihre Front schwächen, um ihren Wagenzug zu beschützen. Shelbys verbleibende Männer sahen sich bald sowohl Pleasontons Truppen an ihrer rechten Flanke als auch Curtis’ frontalem Angriff entgegen und flohen. Curtis und Pleasonton trafen um 14:30 Uhr zusammen und beglückwünschten sich zu ihrem Erfolg. Mit insgesamt rund 29.000 Kämpfern war Westport die größte Schlacht westlich des Mississippi. Beide Seiten hatten dabei rund 1.500 Mann verloren.
In den nächsten Wochen führte Curtis eine energische Verfolgung der Konföderierten an. Dabei musste er mit einer sich verschlechternden Versorgungslage ebenso zurechtkommen wie mit der Erschöpfung seiner Männer und Pferde, dem Wunsch der Kansas-Miliz, nach Hause zurückzukehren, und der nicht immer engen Unterstützung durch Rosecrans und Pleasonton. Trotz dieser Schwierigkeiten verfolgte Curtis Price bis an den Arkansas River, den er am 7. November erreichte. Auf dem Weg dorthin brachten seine Männer den Konföderierten eine empfindliche Niederlage bei, als sie sie am 25. Oktober bei der Durchquerung des Mine Creek angriffen. Die Konföderierten mussten mehr als einhundert Versorgungswägen und fast ihre gesamte Artillerie aufgeben und verloren 1.300 Mann durch Verwundung, Gefangenschaft oder Tod, darunter den gefangengenommenen General John S. Marmaduke. Später musste Price auch den Rest seines Wagenzuges aufgeben und verbrennen, damit er nicht den Nordstaatlern in die Hände fiel. Price’ ausgehungerte Männer zogen sich ins Indianerterritorium und teilweise sogar bis nach Texas zurück. Price hatte zwar in Missouri mindestens 5.000 Freiwillige rekrutieren können, aber der Großteil seines Kavalleriekorps beendete den Feldzug ohne Pferde und ohne Waffen. Auch politisch erreichte er das Gegenteil seiner Ziele, denn sowohl in Missouri als auch in Kansas brachten die Wähler im Herbst 1864 die Radikalen Republikaner an die Macht. Die unionistische Stimmung machte es auch den Guerillas schwieriger, in den beiden Staaten zu operieren. Curtis’ Entschlossenheit brachte den Krieg in den beiden umkämpften Staaten zum Erliegen. Seine Aufgaben im Wehrbereich Kansas verlagerten sich deswegen vom Feld zurück ins Büro und zu gesellschaftlichen Veranstaltungen. Nach zehn Monaten aktivem Felddienst war er froh über diesen Wechsel zu ruhigeren Tätigkeiten. Erfreut war er auch über Lincolns Wiederwahl und vor allem die Siege der Radikalen Republikaner bei den Wahlen im Herbst 1864. Er zeigte sich aber enttäuscht darüber, dass sein Erfolg in der öffentlichen Wahrnehmung kaum Beachtung fand und sich die Aufmerksamkeit stattdessen auf William Tecumseh Sherman und dessen Marsch zum Meer und die Eroberung Savannahs konzentrierte.

### Kriegsende
Mit dem Ende von Prices Raid musste Curtis seine Aufmerksamkeit wieder mehr auf den Konflikt mit den Indianern lenken. Seine Anweisungen an seine Untergebenen zeigten dabei, dass er gegenüber kriegerischen Indianern eine strenge Haltung vertrat und von ihnen die Unterwerfung unter die Autorität der Vereinigten Staaten erwartete. Diese Unterwerfung wollte er aber bevorzugt durch Verhandlungen und nicht Feldzüge erreichen. Mit dieser Haltung unterschied er sich deutlich von dem ihm unterstellten John M. Chivington oder von Colorados Gouverneur John Evans, die beide einer radikaleren Politik das Wort redeten. Der von Curtis in Westkansas eingesetzte Blunt dagegen war den Indianern freundlich gesinnt. Curtis’ Biograph William Shea spekuliert, dass das Sand-Creek-Massaker womöglich nicht geschehen wäre, wenn Curtis Blunt nicht aufgrund von Prices Raid zu sich gerufen hätte.
Ulysses S. Grant, der Oberbefehlshaber des Heeres, war unzufrieden mit der Leistung der Unionskommandeure während Price' Raid, wobei persönliche Abneigungen Grants wahrscheinlich auch eine Rolle spielten. Er versetzte Frederick Steele, den Kommandeur des Wehrbereichs Arkansas, nach Texas, und enthob William Rosecrans seines Kommandos in Missouri. Grants Zorn traf auch Curtis, den er aus unbekannten Gründen für leistungsschwach hielt. Aufgrund von Curtis’ Erfolgen und politischen Verbindungen konnte Grant ihn allerdings nicht entlassen. Er vereinigte jedoch den Wehrbereich Kansas mit dem Wehrbereich Missouri, unterstellte das neue Kommando General Grenville M. Dodge und versetzte Curtis am 31. Januar 1865 in den Wehrbereich Nordwest (Department of the Northwest). Dieser umfasste zu diesem Zeitpunkt rund 5.200 Soldaten und die militärische Verantwortung für Iowa, Minnesota und Wisconsin. Das Hauptquartier befand sich in Milwaukee. Der Wehrbereich Nordwest war, wie auch Curtis wusste, ein Abstellgleis, von dem aus er mit dem Krieg nichts mehr zu tun hatte. Die Ruhe des Wehrbereichs im Winter kam Curtis jedoch gelegen. Als verdienter General war er in Milwaukee außerdem ein gern gesehener Gast in der Oper, dem Theater oder auf Dinner-Parties. Im April reagierte Curtis verhalten auf die Nachricht, dass Robert Edward Lee mit seiner Nord-Virginia-Armee kapituliert hatte. Die Nachricht von der Ermordung Abraham Lincolns schockierte ihn jedoch. In einer Gedenkrede gab er seiner Meinung Ausdruck, dass der konföderierte Präsident Jefferson Davis als Verräter gehängt werden sollte. Nach einem Überfall der Sioux auf eine Siedlerfamilie zwang die angeheizte öffentliche Meinung Curtis zu einer Show of Force in Minnesota, die aber nicht zu Kampfhandlungen führte.

### Nachkriegszeit und Tod

Vollendung der ersten transkontinentalen Eisenbahnlinie zwischen Atlantik und Pazifik im Jahr 1869. Curtis hatte als Kongressabgeordneter, als Mitglied einer vorarbeitenden Kommission und später als Inspekteur des Baufortschrittes zur Entstehung der transkontinentalen Verbindung beigetragen, ihre Fertigstellung erlebte er nicht mehr.

Mit dem nahenden Kriegsende begann Curtis, sich um seine Zukunft zu sorgen. Seine Bezüge als Generalmajor hatten es ihm erlaubt, seine Schulden zu tilgen, aber er hatte darüber hinaus keine Ersparnisse ansammeln können. Auch deswegen hoffte er, weiter in der Armee dienen zu können. Gleichzeitig plagte ihn allerdings das Gefühl, angesichts seiner Verdienste ungerecht behandelt und oft übergangen worden zu sein. Bei einem kurzen Urlaub in Keokuk brach er sich einen Arm. Aus Sorge, Grant könnte dies zum Vorwand nehmen, ihn zu entlassen, meldete er sich nicht krank, sondern führte seinen Wehrbereich mehrere Wochen von seinem Haus aus. Ende Juli schließlich wurde der Wehrbereich Nordwest in den Wehrbereich Missouri integriert. Curtis erhielt jedoch kurz darauf eine neue Aufgabe und wurde zum militärischen Vertreter in einer diplomatischen Mission zu den Indianerstämmen der nördlichen Plains ernannt. Die Kommission, zu der unter anderem auch Henry Hopkins Sibley und Newton Edmunds gehörten, traf sich im Oktober drei Wochen lang in Fort Sully (heute South Dakota) mit Vertretern der Lakota und Yanktonai und schloss Verträge mit ihnen. Allerdings ist unklar, ob die Vertragsbestimmungen den Indianern vollständig verständlich waren. Außerdem waren mehrere wichtige Häuptlinge wie Red Cloud, Spotted Tail oder Sitting Bull nicht anwesend oder weigerten sich, ihren jeweiligen Vertrag zu unterschreiben. Bei seinem Aufenthalt in Fort Sully befand Curtis das Bureau of Indian Affairs für inkompetent und gleichgültig. Curtis glaubte den Indianern, dass sie sich Frieden wünschten, sah aber voraus, dass die andauernde Westexpansion der Vereinigten Staaten die Lebensweise der Indianer unmöglich machen würde, und dass sie im Konfliktfall militärisch chancenlos waren. Wie zuvor auch in Mexiko war Curtis ein aufmerksamer Beobachter, der seine Eindrücke von Kultur und Natur eifrig notierte. Schwierigkeiten bereitete ihm als Nichtraucher allerdings die oft dargebotene Friedenspfeife. Nach seiner Rückkehr bot ihm Innenminister James Harlan an, Mitglied einer dreiköpfigen Kommission zu werden, die die Bauarbeiten für die transkontinentale Eisenbahn inspizieren sollte. Curtis nahm dieses Angebot gerne an. Die transkontinentale Eisenbahn war eines seiner Herzensprojekte, und die Stelle bot ihm ein sicheres Auskommen nach dem absehbaren Ende seiner Militärkarriere.
Am 30. April 1866 wurde Curtis schließlich aus dem Freiwilligenheer ausgemustert. Als ziviler Vertreter nahm er aber im Sommer des gleichen Jahres an einer zweiten Mission zu den Plains-Indianern teil, auch wenn er sich über Heimweh und die Trennung von Belinda beklagte. In Fort Sully interessierte er sich wieder für Kultur und Lebensweise der Sioux. Er trug Mokassins, schmückte seinen Hut mit Federn und nahm an einem Sonnentanz-Ritual teil, das allerdings gar nicht nach seinem Geschmack war. Nach Fort Sully ging die Kommission noch weiter ins Landesinnere, um auch mit anderen Stämmen wie den Crow und Mandan zu verhandeln. Im September kehrte Curtis wieder zu seinen Aufgaben als Eisenbahninspekteur zurück. Im November besuchte sein Bruder Henry Keokuk. Da Hosmer inzwischen auch dort lebte, waren damit alle drei Brüder seit längerer Zeit wieder einmal beieinander. Weihnachten konnte Curtis allerdings nicht mit seiner Familie feiern, da er auf eine weitere Inspektionsreise musste. Unterwegs schrieb er einen Brief an eine Zeitung in Keokuk, in dem er nochmals die Vorzüge der Eisenbahn für die zukünftige Entwicklung Iowas anpries. Auf dem Rückweg nach Keokuk starb er am 26. Dezember 1866 im Altern von 61 Jahren, wahrscheinlich an einem Schlaganfall. Er wurde in Keokuk auf dem Oakland Cemetery beigesetzt, in einem Familiengrab neben vier seiner verstorbenen Kinder.

## Nachleben

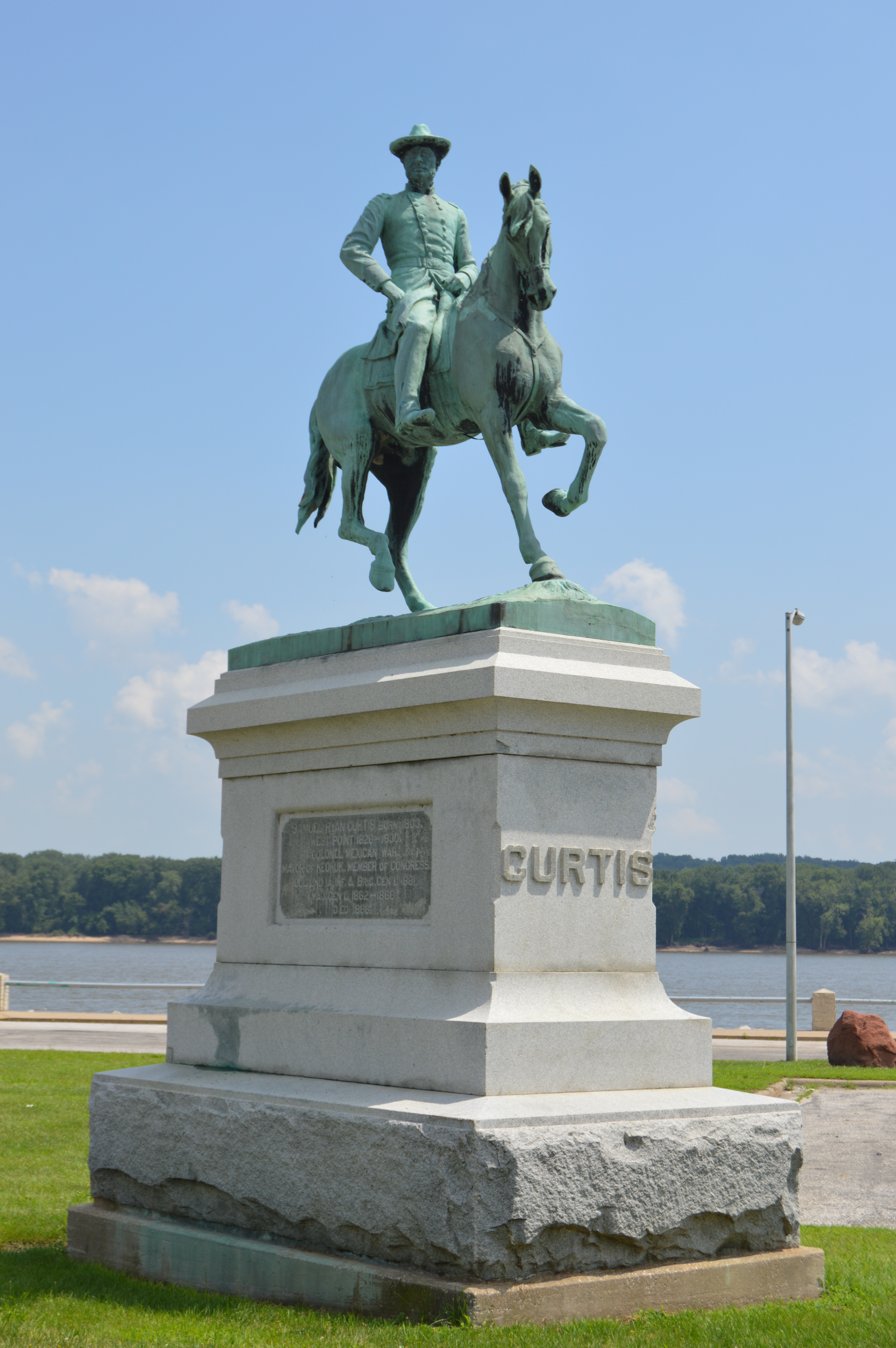
Reiterstatue von Curtis in Keokuk

Curtis war nach Ansicht seines Biographen William L. Shea „die wichtigste Figur im Bürgerkrieg westlich des Mississippi“ und erreichte während des Bürgerkrieges große Bekanntheit. Nach Kriegsende verblasste diese allerdings schnell, wobei mehrere Faktoren eine Rolle spielten. Schon während des Krieges machte Curtis wenig Werbung in eigener Sache und hoffte, dass seine Erfolge für sich sprächen. Aufgrund seines frühen Todes konnte er auch keine Memoiren veröffentlichen, im Gegensatz zu vielen anderen Generälen, die in diesen ihre eigene Rolle oft vergrößerten und beschönigten. Curtis’ Nachwirkung litt auch darunter, dass er ausschließlich auf dem Kriegsschauplatz westlich des Mississippi diente. Dieser war jedoch ein Nebenschauplatz, da die Bevölkerungszentren und Hauptstädte östlich des Flusses lagen. Dort wurde der Bürgerkrieg entschieden, und dorthin konzentrierte sich auch das öffentliche und historische Interesse. Noch 2017 konstatierte der Historiker Thomas Cutrer, der Kriegsschauplatz westlich des Mississippi „bleibt zu einem bemerkenswerten Grade unbekannt und zu wenig wertgeschätzt“.
Als Absolvent der United States Military Academy, General der Union und Kongressabgeordneter fand Curtis Eingang in Nachschlagewerke wie George Washington Cullums Verzeichnis aller USMA-Absolventen, Ezra Warners Generals in Blue oder das Biographische Verzeichnis der Kongressabgeordneten. Hierbei handelt es sich jedoch um Kurzbiographien, die das Leben in groben Zügen skizzieren. Curtis wurde außerdem in Gesamtdarstellungen des Bürgerkrieges oder Büchern über die Schlachten mit seiner Beteiligung vorgestellt. James M. McPherson beispielsweise beschrieb ihn als „farblosen, aber kompetenten West Pointer“. Alvyn Josephy Jr. charakterisierte ihn in seiner Darstellung des Bürgerkriegs westlich des Mississippi auf ähnliche Weise („nüchterner West Pointer“). Für William L. Shea und Earl Hess in ihrer 1992 erschienenen Geschichte der Schlacht von Pea Ridge war Curtis der „farblose, aber komplexe Mann, der der erfolgreichste Truppenkommandeur der Union westlich des Mississippi wurde.“ Shea und Hess beschreiben Curtis als reservierten und förmlichen Gentleman, der großen Wert auf sein Äußeres legte und auf militärischen Ruhm hoffte, sich aber selbst nicht anpreisen oder herausstellen wollte. Shea und Hess wiesen allerdings auch auf Curtis’ poetische und sentimentale Ader hin, die sich beispielsweise in seinem Interesse für Botanik und in seinen langen Briefen nach Hause äußerte. Auch Shelby Foote befand Curtis’ lange Briefe an seine Frau für ein wichtiges Charaktermerkmal. Er beschrieb Curtis außerdem als „vorsichtige oder auf jeden Fall höchst methodische Person“, die gerne Raum für Unvorhergesehenes in ihren Planungen ließ. Darin glaubte Foote, Curtis’ ingenieurwissenschaftliche Prägung erkennen zu können. 1994 wurde das Tagebuch, das Curtis während seiner Zeit in Mexiko geführt hatte, in einer kommentierten Version veröffentlicht. Eine ausführliche Biographie in Buchlänge, die sich seinem ganzen Leben widmete, folgte jedoch erst 2023 durch William L. Shea. Shea sieht Curtis nicht nur als erfolgreichen General auf dem Schlachtfeld, sondern hebt auch hervor, dass er durch seine Befreiung von Sklaven in Helena der Sklaverei einen schweren Schlag verpasst hatte. In Curtis’ Friedensverhandlungen mit den Plains-Indianern 1865/66 sieht Shea eine wichtige Pionierrolle, und er habe dem Land als Bauingenieur an der damaligen Frontier und als einer der wichtigsten Väter der transkontinentalen Eisenbahnlinie seinen Stempel aufgedrückt.
1898 wurde in Des Moines eine Reiterstatue Curtis’ im Soldiers’ and Sailors’ Monument aufgestellt. Eine Kopie davon befindet sich in Keokuk. Curtis ist außerdem einer der Schwerpunkte der Ausstellung des Pea Ridge National Military Parks. Dort können unter anderem seine Uniform und sein Degen besichtigt werden. Sein Haus in Keokuk ist seit 1998 im National Register of Historic Places als Denkmal eingetragen. Curtis hinterließ neben seinen Tagebüchern eine umfangreiche Korrespondenz, die jedoch nicht als Ganzes archiviert wurde, sondern über zahlreiche Sammlungen und Museen in den Vereinigten Staaten verteilt ist. Teile seiner Papiere finden sich unter anderem an den Universitäten Kansas, Berkeley und Universität Yale, der Bibliothek des Historischen Museums von Missouri in St. Louis, der Abraham Lincoln Presidential Library in Springfield und bei der Historischen Vereinigung Iowas in Des Moines.